# 吉本興業ホールディングス
吉本興業ホールディングス株式会社（よしもとこうぎょうホールディングス、英: Yoshimoto Kogyo Holdings Co., Ltd.）は、マネジメント、プロモーター、テレビ・ラジオ番組製作、演芸の興行などを行う企業グループ・吉本興業グループの持株会社。
東京都新宿区と大阪府大阪市中央区に本部を置く。通称「吉本」、「よしもと」。
1912年4月1日の創業以来、2007年9月30日までは日本の芸能プロダクションで、95年半のもっとも古い歴史を持っていたが、2007年10月1日から持株会社制へ移行し、同社の事業部門は、よしもとクリエイティブ・エージェンシー、よしもとデベロップメンツ、よしもとアドミニストレーションにそれぞれ分社化され、「吉本（よしもと）」を名乗る芸能プロの歴史は、よしもとクリエイティブ・エージェンシーに引き継がれた。
かつては吉本興業として東証1部（現・東京証券取引所プライム）に上場していたが、2010年に上場廃止。その後TOBが行われ、在京・在阪の主要民放局などが主要株主となっている。
日本経済団体連合会、日本商品化権協会加盟。

## 概要
1912年（明治45年）の創業以来113年以上にわたり、古くは初代桂春団治、横山エンタツ・花菱アチャコ、柳家金語楼等から、笑福亭仁鶴、横山やすし、島田紳助・松本竜介等に、現在の西川きよし、間寛平、明石家さんま、ダウンタウン、今田耕司、東野幸治、月亭方正、ナインティナイン、博多華丸・大吉、ココリコ、タカアンドトシ、ライセンス、千鳥、NON STYLE、ジャルジャル、かまいたち、チョコレートプラネット、パンサー、ニューヨーク、霜降り明星、マヂカルラブリー、令和ロマン等へと至るまで、東西南北の多くの超人気芸人や実力派芸人等を輩出してきたお笑い界・演芸界の名門。テレビ番組制作、劇場、芸人養成スクールを手がけ、お笑い芸人のマネジメントでは圧倒的強さを誇る。
また戦前は、巨人軍を他社と共同で設立して草創期のプロ野球界を支え、戦後は日本プロレス協会を立ち上げて力道山をスターにし、近年はスポーツ選手のマネジメントを数多く手がけるなど、スポーツ界とのつながりも深い。もともとは全国で寄席・劇場・映画館経営を手がける興行会社であり、戦前は松竹・東宝・吉本で三大興行資本と称された。東京の二大落語家団体のひとつ、落語芸術協会の創設者でもある。現在は芸能プロダクションを中心とし、テレビ番組制作会社、CS放送やケーブル・テレビ向けのテレビ局、不動産事業などを傘下に抱える業界最大手の複合企業である。「お笑いの総合商社」「日本最大の芸能プロ」と言われ、芸能界における絶対的な権威から今や「吉本なしでは、番組が作れない」とまで言われる。
創業者の姓をとり「吉本」と名乗っているが、現在はオーナー経営ではない。大株主にはフジ・メディア・ホールディングス、電通、BM総研（ソフトバンクの完全子会社）、大成土地（創業家の資産管理会社で、吉本、林両家が40%ずつ、吉本興業が20%の株を持っている）、大成建設などが名を連ねている。銀行系列は特にないが、旧大和銀行系の大輪会に参加している。現在もりそなHDとの関係は続いている。梅田の大地主として知られ、現在はダイヤモンド地区に高層ビルを構える吉本家（本家末裔の五郎右衛門がオーナーの吉本グループと、分家の末裔であった晴彦が元オーナーである大阪マルビル）とは、資本・人材ともに無関係である。
芸能事務所としては初めて証券取引所に株式を上場したが、「安定株主の下で経営を行いたい」との意向から、2009年9月11日、クオンタムリープ・放送局・創業家資産管理会社など14社が出資する投資会社「クオンタム・エンターテイメント株式会社」（吉本興業の株式を取得および保有することを主たる目的として、2007年4月22日設立。代表はクオンタムリープ代表の出井伸之）によるTOBを実施し、株式上場を廃止する方針を発表。事実上のマネジメント・バイアウトを実施した。
2019年6月に開催された定時株主総会での了承を得て吉本興業ホールディングス株式会社に商号変更。

## 歴代社長
| 代 | 氏名       | 期間            |
| -- | ---------- | --------------- |
| 1  | 吉本せい   | 1932年 - 1948年 |
| 2  | 林正之助   | 1948年 - 1963年 |
| 3  | 林弘高     | 1963年 - 1970年 |
| 4  | 林正之助   | 1970年 - 1973年 |
| 5  | 橋本鐵彦   | 1973年 - 1977年 |
| 6  | 八田竹男   | 1977年 - 1986年 |
| 7  | 林正之助   | 1986年 - 1991年 |
| 8  | 中邨秀雄   | 1991年 - 1999年 |
| 9  | 林裕章     | 1999年 - 2005年 |
| 10 | 吉野伊佐男 | 2005年 - 2009年 |
| 11 | 大﨑洋     | 2009年 - 2019年 |
| 12 | 岡本昭彦   | 2019年 - 現職   |

## 役員
2023年6月29日現在
| 役職               | 役員名       | 備考                                                                                        |
| ------------------ | ------------ | ------------------------------------------------------------------------------------------- |
| 代表取締役社長     | 岡本昭彦     | ダウンタウンの元マネージャー 吉本興業株式会社代表取締役社長、YDクリエイション代表取締役社長 |
| 代表取締役副社長   | 稲垣豊       | 株式会社よしもとセールスプロモーション代表取締役会長                                        |
| 代表取締役副社長   | 泉正隆       | 「吉本印天然素材」「ASAYAN」などのテレビ番組を制作 よしもとエリアアクション代表取締役社長   |
| 取締役             | 三田村達也   |                                                                                             |
| 取締役             | 溝上篤史     |                                                                                             |
| 社外取締役         | 山田秀雄     |                                                                                             |
| 社外取締役         | 笹本裕       |                                                                                             |
| 社外監査役（常勤） | 原田裕       | 弁護士（原田・西田・向井法律事務所パートナー）                                              |
| 社外監査役         | 小川恵司     | 弁護士（のぞみ総合法律事務所パートナー）                                                    |
| 社外監査役         | 丸山恵一郎   | 弁護士（名川・岡村法律事務所副所長）                                                        |
| 社外監査役         | 野間光輪子   |                                                                                             |
| 執行役員           | 羽根田みやび |                                                                                             |
| 執行役員           | 笠井陽介     |                                                                                             |
| 執行役員           | 小林良太     |                                                                                             |

## 株主
2013年10月時点。最新の情報を反映したものではない。
| 株主名                           | 保有株式数 | 保有比率 | 備考                                 |
| -------------------------------- | ---------- | -------- | ------------------------------------ |
| フジ・メディア・ホールディングス | 60000株    | 12.13%   |                                      |
| 日本テレビ放送網                 | 40000株    | 8.09%    |                                      |
| TBSテレビ                        | 40000株    | 8.09%    |                                      |
| テレビ朝日ホールディングス       | 40000株    | 8.09%    |                                      |
| 大成土地                         | 40000株    | 8.09%    | 吉本興業創業家の資産管理会社         |
| 京楽産業.                        | 40000株    | 8.09%    |                                      |
| BM総研                           | 30000株    | 6.07%    | ソフトバンクの完全子会社             |
| テレビ東京                       | 20000株    | 4.04%    |                                      |
| 電通                             | 20000株    | 4.04%    |                                      |
| フェイス                         | 20000株    | 4.04%    |                                      |
| 朝日放送                         | 12400株    | 2.51%    | 現・朝日放送グループホールディングス |
| 三井住友銀行                     | 12000株    | 2.43%    |                                      |
| ヤフー                           | 10000株    | 2.02%    | 現・LINEヤフー                       |
| 大成建設                         | 10000株    | 2.02%    | 大成土地とは無関係                   |
| 岩井コスモホールディングス       | 10000株    | 2.02%    |                                      |
| 毎日放送                         | 10000株    | 2.02%    | 現・MBSメディアホールディングス      |
| シーエスロジネット               | 10000株    | 2.02%    | 現・テクタイト                       |
| ドワンゴ                         | 8000株     | 1.62%    |                                      |
| 松竹                             | 7000株     | 1.42%    |                                      |
| KDDI                             | 6000株     | 1.21%    |                                      |
| 三井住友信託銀行                 | 6000株     | 1.21%    |                                      |
| ドワンゴコンテンツ               | 6000株     | 1.21%    |                                      |
| みずほ銀行                       | 6000株     | 1.21%    |                                      |
| 関西テレビ放送                   | 5000株     | 1.01%    |                                      |
| 讀賣テレビ放送                   | 5000株     | 1.01%    |                                      |
| 東宝                             | 5000株     | 1.01%    |                                      |
| 角川グループホールディングス     | 5000株     | 1.01%    | 現・KADOKAWA                         |
| タカラトミー                     | 5000株     | 1.01%    |                                      |
| 博報堂                           | 2800株     | 0.57%    |                                      |
| テレビ大阪                       | 2000株     | 0.40%    |                                      |
| 博報堂DYメディアパートナーズ     | 1200株     | 0.24%    |                                      |
| クオンタムリープ                 | 60株       | 0.01%    | 出井伸之のコンサルティング会社       |
| 合計                             | 494460株   | 100%     |                                      |

## 沿革

### 創業期（明治末 - ）
| 吉本吉兵衛 |  | 吉本せい |
| 吉本吉兵衛 |  | 吉本せい |

創業は1912年4月1日。始まりは吉本吉兵衛（本名：吉次郎、通称：泰三）・せい夫婦が大阪市北区天神橋にあった「第二文芸館」を買収し、寄席経営を始めたことであった。翌1913年1月には大阪市南区笠屋町（現・大阪市中央区東心斎橋）に吉本興行部が設立される。1915年には傘下の端席のほとんどを「花と咲くか、月と陰るか、全てを賭けて」との思いから、「花月」と改名し、花月派（無名落語家や一門に属さない落語家、色物などの諸派）を結成。吉兵衛・せい夫妻は、桂派、三友派の二大勢力の争いが三友派の勝利にほぼ確定していた1921年に、非主流の浪花落語反対派と提携して勢力を伸ばし、のちに反対派を吸収。そして翌年、三友派の象徴ともいえる寄席「紅梅亭」を買収して三友派も吸収。上方演芸界全体を掌握することになる。しかし、1924年に泰三が急性心筋梗塞（脳溢血説もあり）で死去し、若き未亡人せいが経営を背負うことになるが、せいの2人の弟の林正之助が大阪で、林弘高が東京で活躍し、大過なく経営を続けることができた。その後、大正時代には大阪だけでも20あまりの寄席を経営し、京都、神戸、名古屋、横浜、東京などにも展開していた。

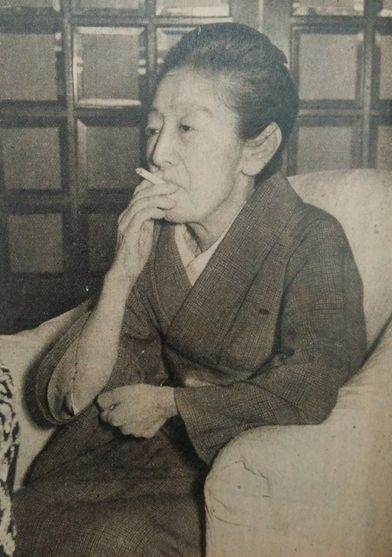
1948年、創業者の吉本せい

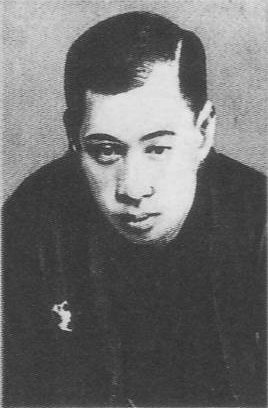
初代春団治

当初は当時の林正之助総支配人が「ラジオでタダで芸を聞かせたら寄席に客が来なくなる」として、専属芸人のラジオ（当時のJOBK・大阪中央放送局）出演を堅く禁じていたが、1930年12月7日に落語家・初代桂春団治がその禁を破ってJOBKに初出演。吉本は禁を破った春団治の寄席出演を堅く禁じたが、その後しばらくして春団治が寄席に復活した途端に客が押しかける様子を見て、専属芸人を放送番組に出演させることが結果として自らの営業利益につながることを知り、1934年5月4日にJOBKと吉本は和解を果たした。1930年には漫才（当時の万歳）専門の寄席小屋「南陽館」を開館、当時としては破格の値段10銭という安い入場料で横山エンタツ・花菱アチャコ、芦乃家雁玉・林田十郎、桜川末子・花子、都家文雄・静代、秋田Aスケ・Bスケらが出演し人気を博す。

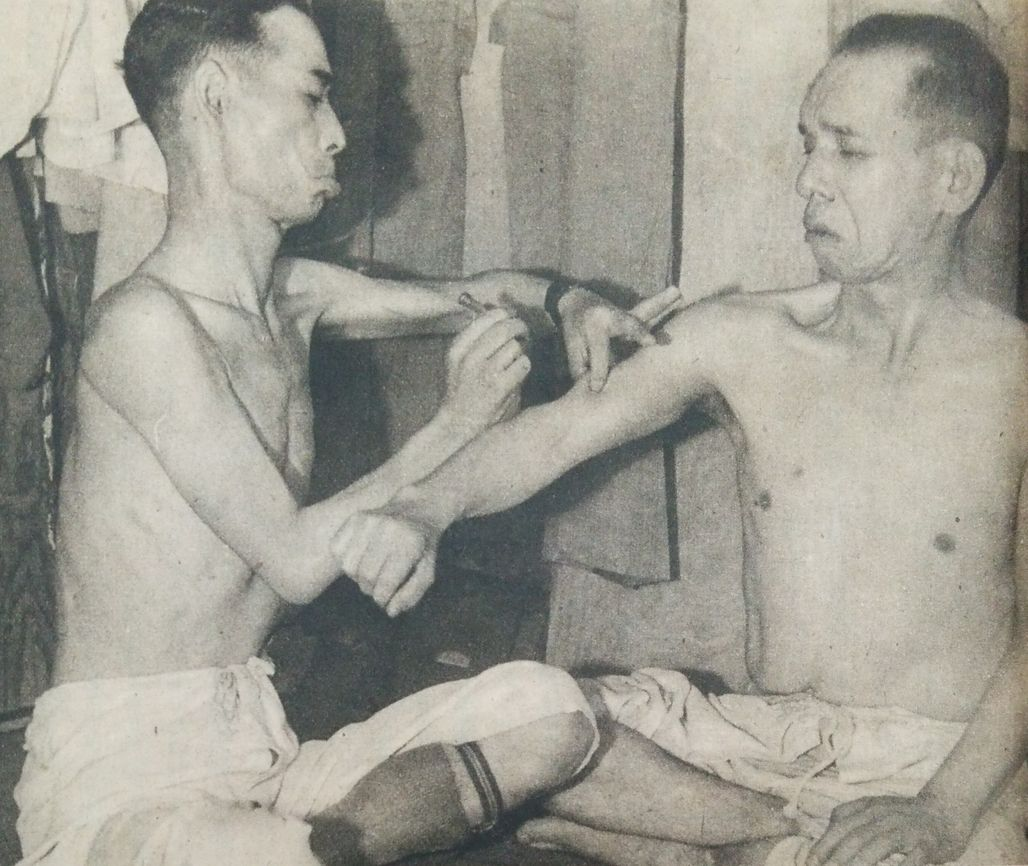
林田十郎（左）と芦乃家雁玉（右）（1948年）

### 東京・横浜への進出（大正末 - ）
また大正末期より、東京・横浜への進出を開始し、1922年1月には神田の寄席「川竹亭」を買収して「神田花月」として開場、同年5月には、横浜伊勢佐木町の寄席「新富亭」を手に入れている（翌年「横浜花月」と改称）。昭和に入ると、浅草公園六区の興行街への進出に本腰を入れ、「昭和座」「公園劇場」「万成座」を次々と手に入れた。1935年11月には東京吉本の本拠地となる「浅草花月劇場」をオープンさせている。また1932年3月1日に吉本興行部を改組する形で吉本興業合名会社が発足すると、正式に東京支社を開き、林弘高が支社長に就任した。以後、大阪吉本を林正之助が、東京吉本を林弘高が率いる体制が確立する。同年には「漫才」の名付け親として知られ、のちに同社の社長にもなった橋本鐵彦、1934年（昭和9年）には漫才作者として名高い秋田實が入社した。

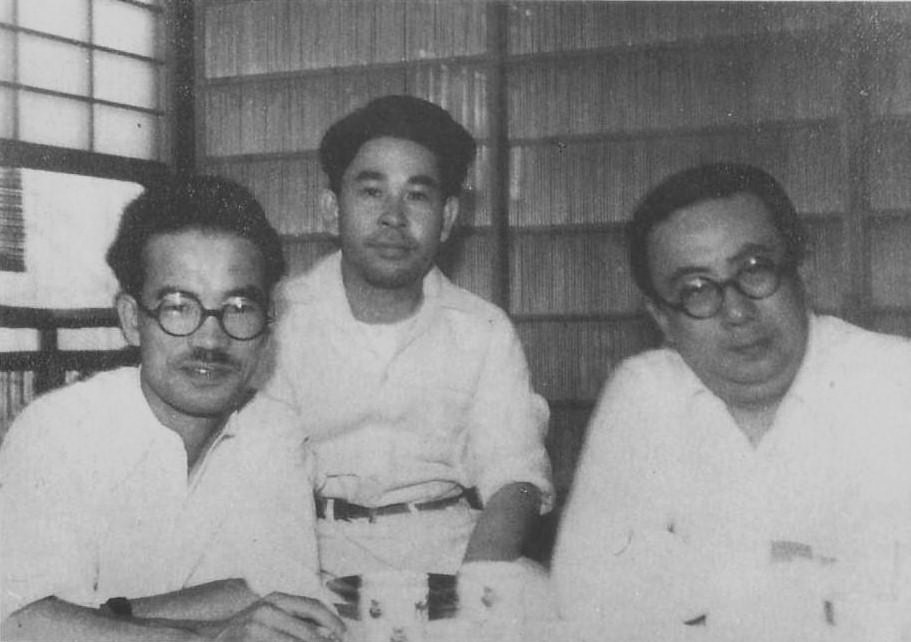
左から横山エンタツ、秋田實、古川ロッパ（1935年）

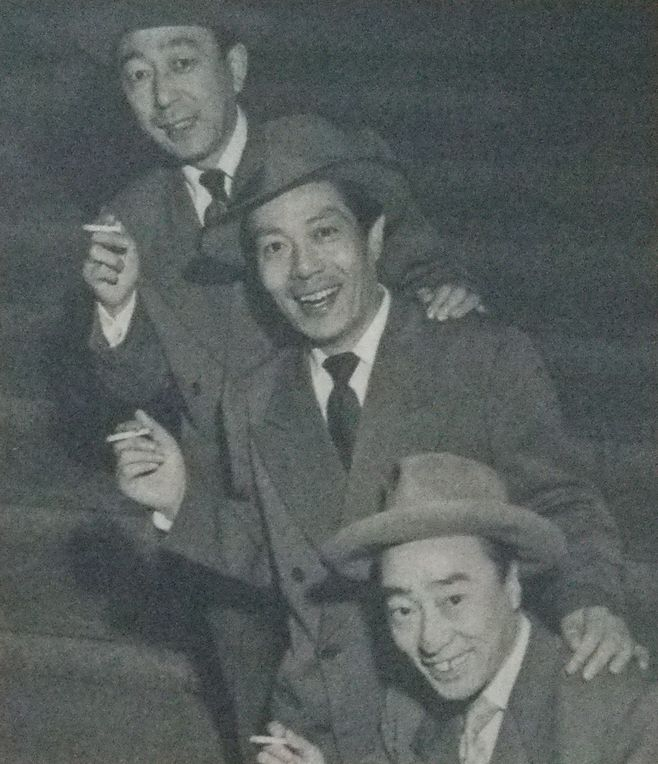
あきれたぼういず上から、益田喜頓・山茶花究・坊屋三郎（1950年）

東京吉本は伝統的演芸路線を取る大阪吉本と異なり、徹底したモダン・ハイカラ路線を打ち出した。「浅草花月」オープン時には流行歌手の東海林太郎やタップダンサーのマーガレット・ユキを出演させ、映画を上映し、レビューの「吉本ショウ」を上演している。専属のバンドと歌手、30人以上のダンサー・チームを抱える「吉本ショウ」は、やがて「浅草花月」の目玉となり、ここからのちに 川田義雄、坊屋三郎、益田喜頓、芝利英による、ボーイズの元祖「あきれたぼういず」が誕生した。「あきれたぼういず」以外にも当時の東京吉本は、柳家金語楼、柳家三亀松を筆頭に、石田一松、永田キング、木下華声（元2代目江戸家猫八）、松井翠声、伴淳三郎ら多くの東京の人気芸人を専属に抱えていた。タップダンサーの中川三郎や姫宮接子、元祖外国人タレント・ミス・バージニア、喜劇王「シミキン」こと清水金一、コメディアンの堺駿二（堺正章の父）、木戸新太郎（キドシン）、泉和助、杉兵助も当時、東京吉本に所属していたことがある。

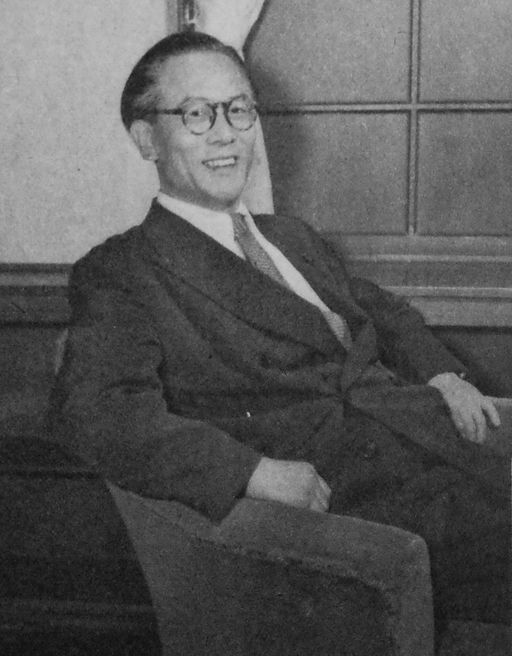
石田一松（1952年）

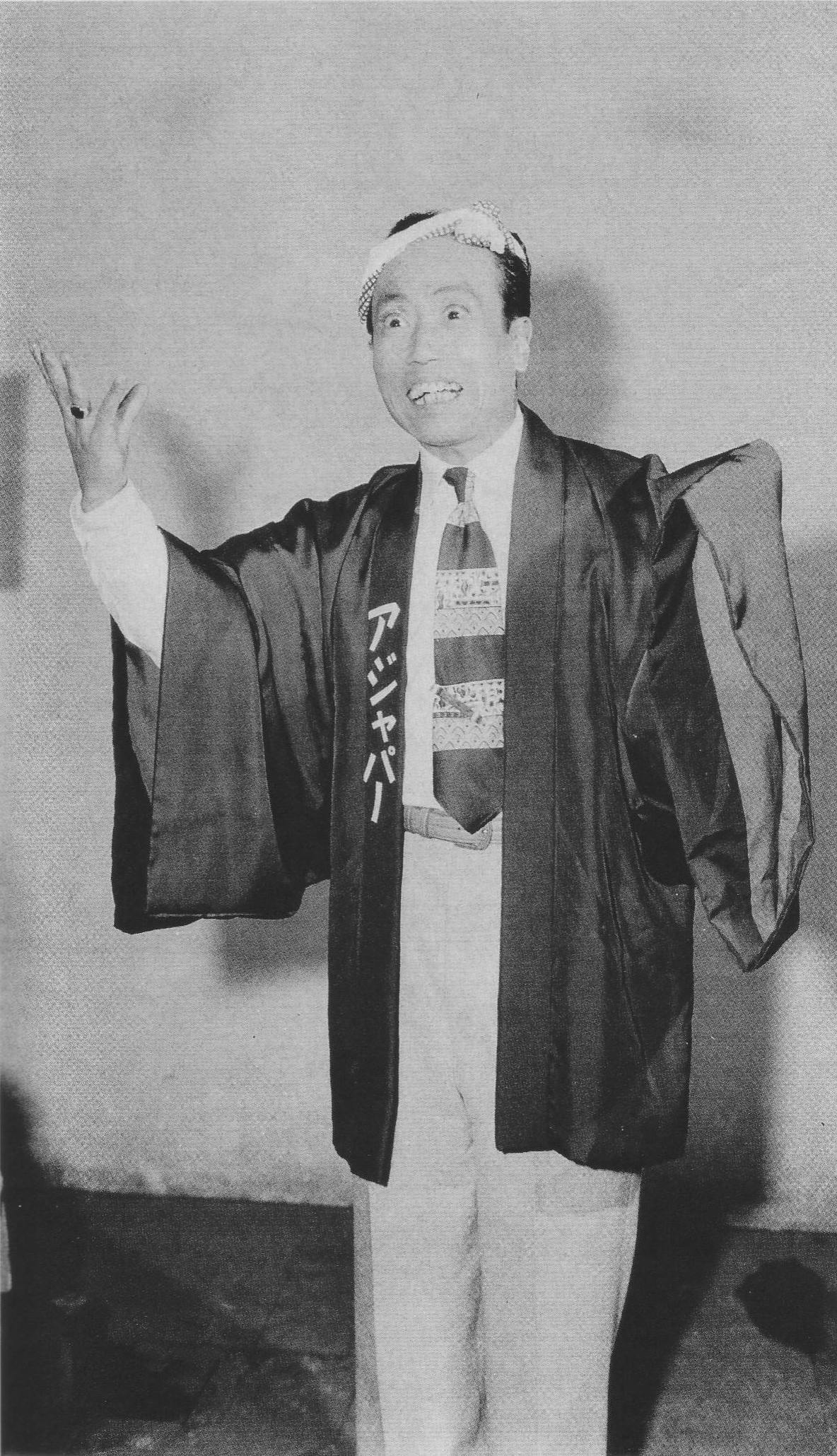
伴淳三郎

東京吉本を率いる林弘高は欧米の視察経験もあり、当地のエンターテイメント事情に明るく、吉本を色物主体の演芸会社から、ジャズやタップ・ダンス主体のバラエティ・ショーを主軸とする興行会社へ近代化させようとした。ジャズ評論家の瀬川昌久によれば、当時東京吉本の文芸部にはサトウ・ハチローや阿木翁助など多士済々の作家陣が在籍していたが、中でも長年「吉本ショウ」の脚本を手がけていた岩本正夫は、早稲田大学文学部出身で、英語にも堪能であった。そして松井翠声がアメリカのミュージカル雑誌の切り抜きを始終持ってきては、岩本がこれを翻案し、さらには新しい欧米映画を何度も見てネタを拾っては、脚本を書いたという。1940年には、谷口又士をリーダーとして「吉本スイング・オーケストラ」が結成され、浅草花月の舞台に登場するが、これも当時アメリカのショー・ビジネスを見学した林弘高が、ちょうど結成されたばかりであるスパイク・ジョーンズのコミックバンドを見て感激し、その日本版を狙ったといわれる。

### 戦前の全盛期（昭和初め - ）
またこの時期吉本興業は、スポーツや映画といった演芸以外の分野にも積極的に進出している。1934年には、正力松太郎の音頭の下、京成電鉄や東芝などと共同出資して、プロ野球球団の「大日本東京野球倶楽部」（のちの東京巨人軍、現・読売ジャイアンツ）を設立。林正之助を球団の役員に送り込んでいる。また1933年には、吉本の社内に映画部を設立。1935年には、映画会社東宝の前身のひとつであるピー・シー・エル映画製作所（PCL）と、さらに翌年東宝映画配給と提携し、1936年には林正之助が東宝映画配給の取締役に就任している。こうして横山エンタツ・花菱アチャコ、柳家金語楼ら吉本所属の喜劇人の映画が、続々と東宝から封切られることになった。また、本業の演芸部門でも東宝との合弁企業・東宝演芸を東京に設立し、東京での演芸興行にも一層注力することになった。その一方で当時三大興行資本と言われた松竹・東宝・吉本のうち、東宝と吉本が急接近したことは、松竹を刺激し、松竹傘下の新興キネマによる、後述の吉本芸人の引き抜き騒動を引き起こすことにもなった。

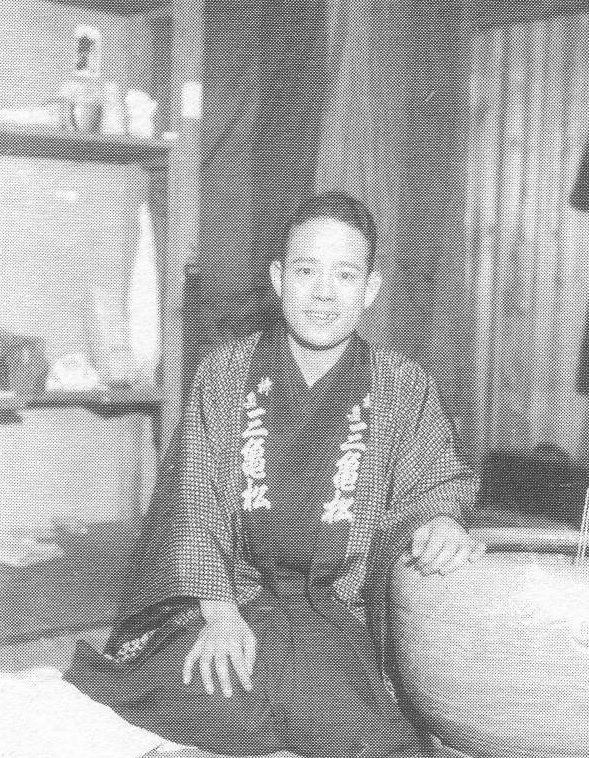
三亀松（1932年ごろ）

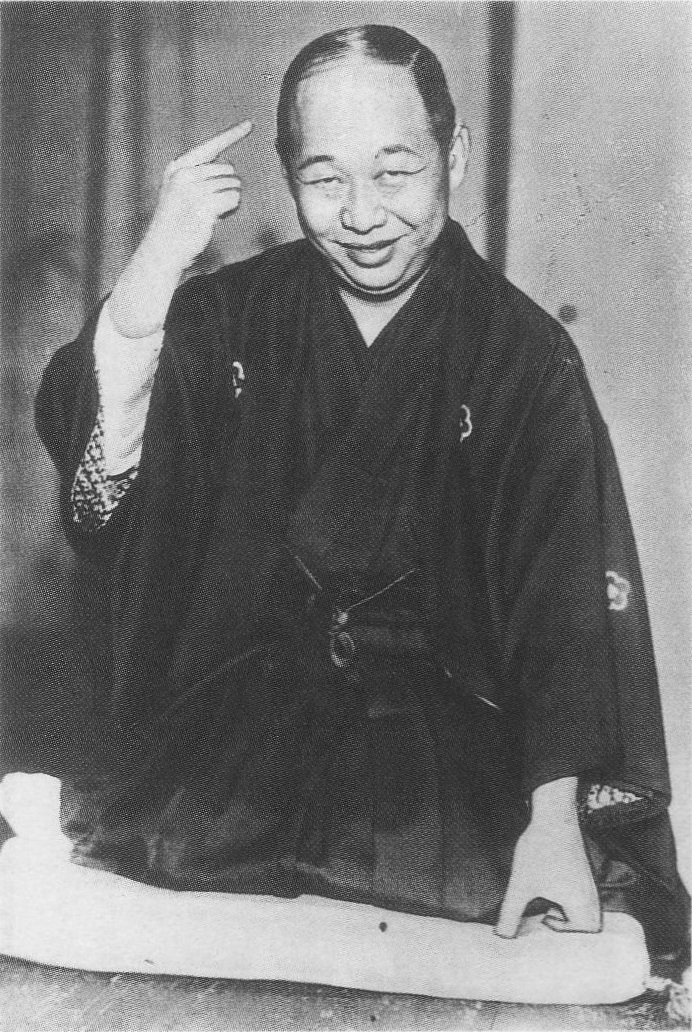
金語楼

この1935年前後が、戦前の吉本興業のもっとも華やかな時期だったと言えよう。東京・横浜・名古屋・京都・大阪・神戸の6大都市に47館の直営劇場・寄席・映画館を所有し、所属の芸人数は約1,300人に上った。プロ野球の球団経営（巨人軍）や映画製作を手がけ、1938年には大阪名物と謳われた新世界の通天閣を買収した。一方、寄席の舞台や映画のスクリーンでは、横山エンタツ・花菱アチャコ・柳家金語楼・柳家三亀松・川田義雄の吉本の5大スターが人気を競った。ちなみに戦前の吉本でもっとも高給を取っていたのは、金語楼と言われている。

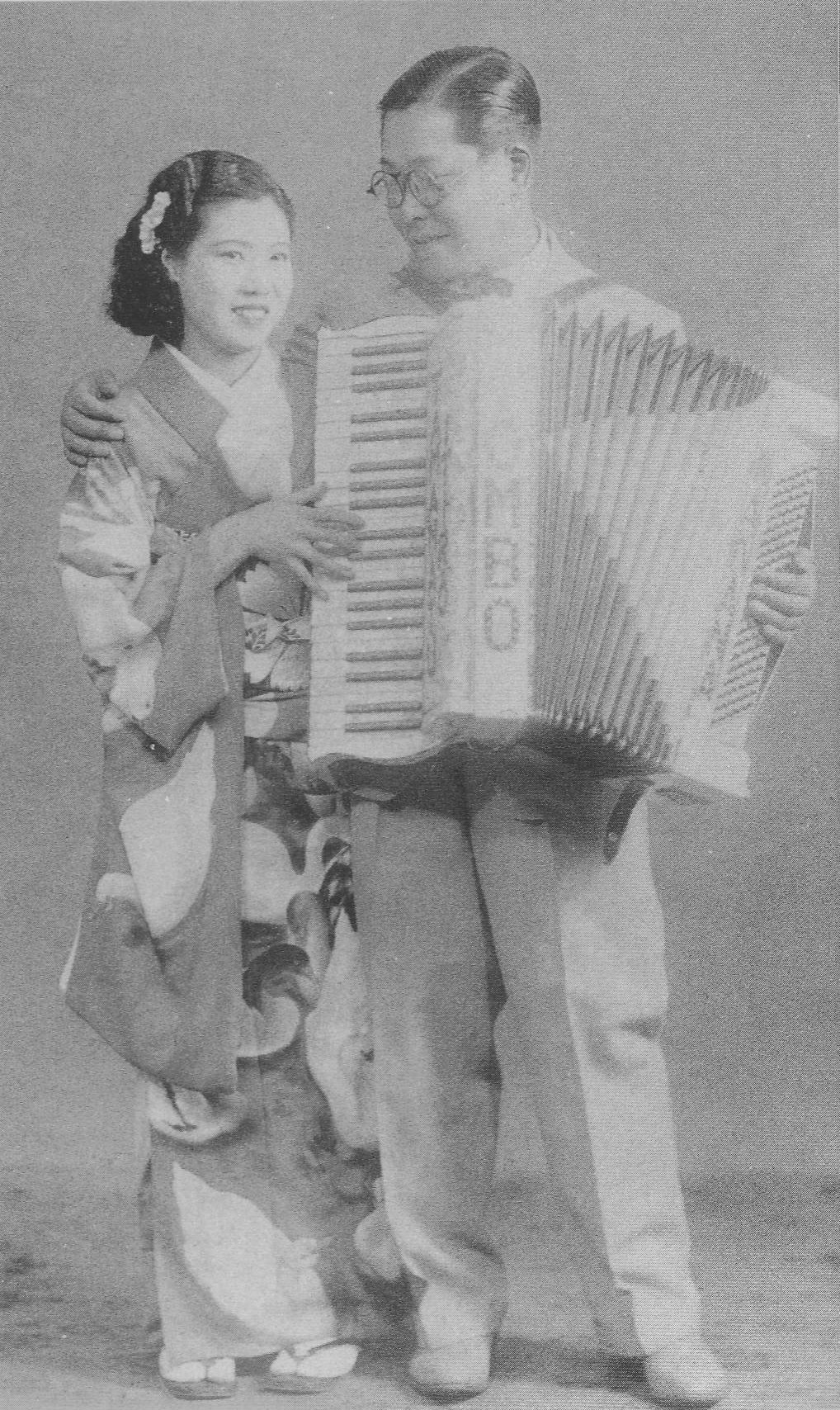
ワカナ（初代）・一郎

しかし1939年には、吉本を揺るがす大事件が起きる。いわゆる「新興引き抜き騒動」である。松竹が傍系の映画会社新興キネマに演芸部を設立させ、吉本の人気芸人を引き抜きにかかったのである。その背景には、前述のように当時の三大興行資本のうち、東宝と吉本が急接近したことに松竹が反発したことがあった。当時引き抜きに応じて吉本から新興キネマに移籍した芸人は、大阪吉本では、漫才コンビのミスワカナ・玉松一郎、松葉家奴・松葉家喜久奴、西川ヒノデ・サクラなど、東京吉本では、川田義雄を除く「あきれたぼういず」、東京漫才の若手・香島ラッキー・御園セブンなどであった。川田が吉本に残留したのは、当時「吉本ショウ」の踊り子・桜文子と結婚したばかりであり、その媒酌人を林弘高・東京支社長に引き受けてもらったために、吉本に恩義を感じていたからと言われる。結局川田は、新たに音楽ショウ「川田義雄とミルク・ブラザース｣を結成し、「地球の上に朝が来る」のテーマ・ソングで人気の巻き返しを図った。またミスワカナの抜けた穴を埋めるために、1942年（昭和17年）、旅回り一座からのちのミヤコ蝶々がスカウトされ、吉本入りしている。

### 戦時下の苦闘（昭和12年 - ）
1937年（昭和12年）の日中戦争の開始、1941年（昭和16年）の太平洋戦争の開始と戦時下の締めつけの強化は、吉本の展開にも暗い影を投げかけていった。当局の台本への検閲が厳しくなり、レビューへの風当たりもきつくなっていった。1941年には、「吉本ショウ」は「吉本楽劇隊」と改称させられている。

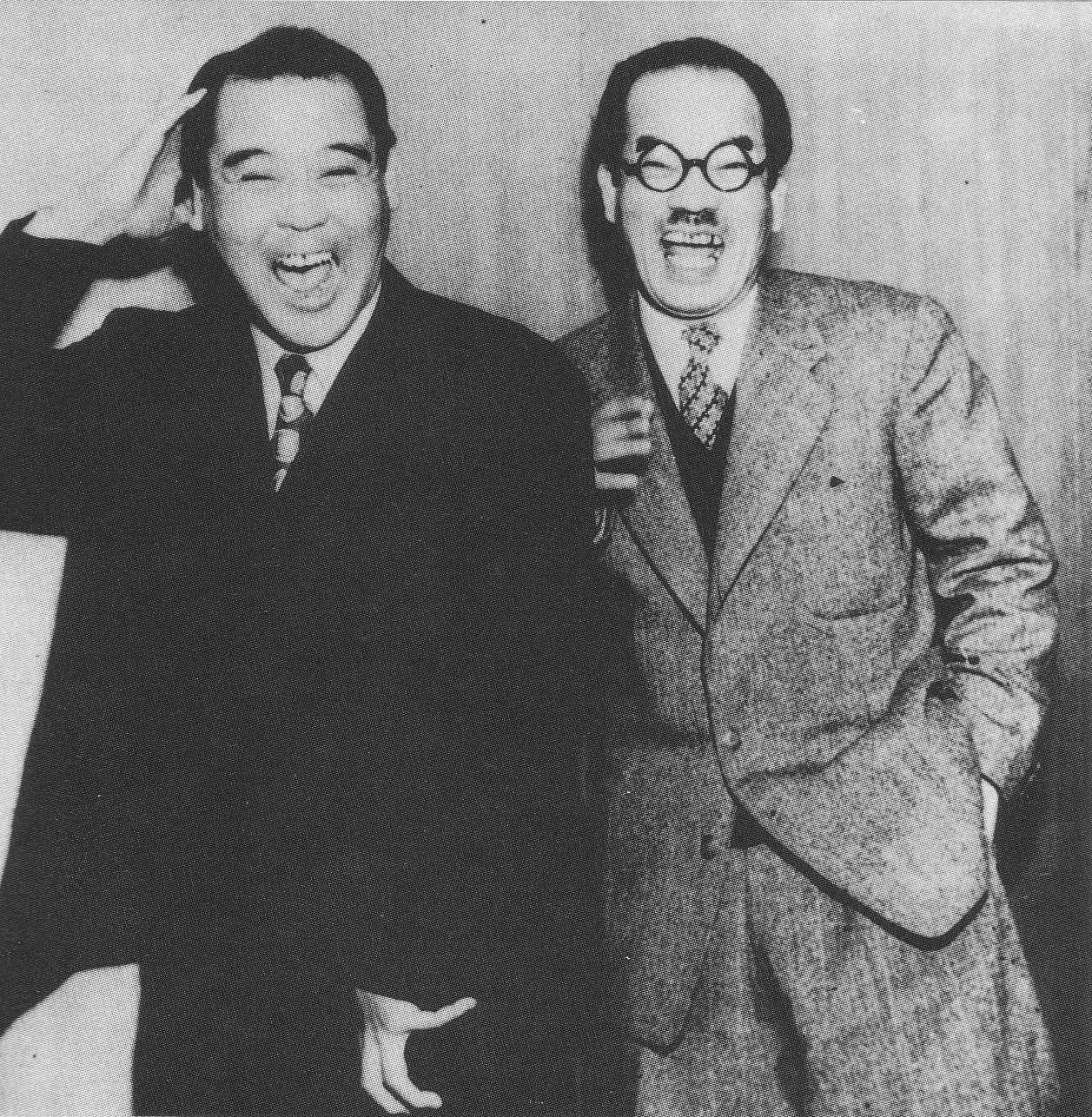
エンタツ・アチャコ

吉本は一方で、当時の国策に協力することで、戦時下を乗り切ろうとした。1938年（昭和13年）からは、大阪朝日新聞（現・朝日新聞大阪本社）と協力して「わらわし隊」という戦地慰問団を結成し、エンタツ、アチャコ、金語楼、三亀松ら自社の人気芸人を続々と中国大陸に派遣した。また1941年（昭和16年）、情報局や大政翼賛会の主導により「日本移動演劇連盟」が設立されると、「吉本移動演劇隊」を結成してこれに加盟し、全国を巡演した。さらには映画製作においても、金語楼主演の『プロペラ親爺』（1939年）のように国策に沿った喜劇映画を数多く製作した。そして1943年（昭和18年）、当時所有していた大阪の通天閣が出火で焼けると、復旧工事を止めて通天閣を解体し、政府に軍需資材として献納した。

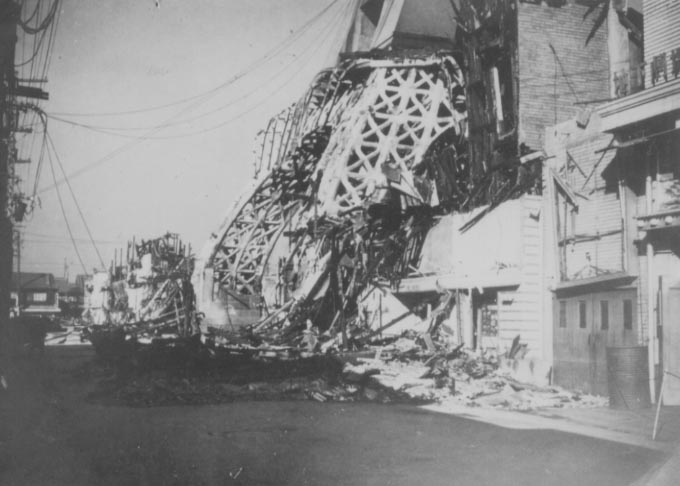
1943年、映画館の火災で損傷した初代通天閣

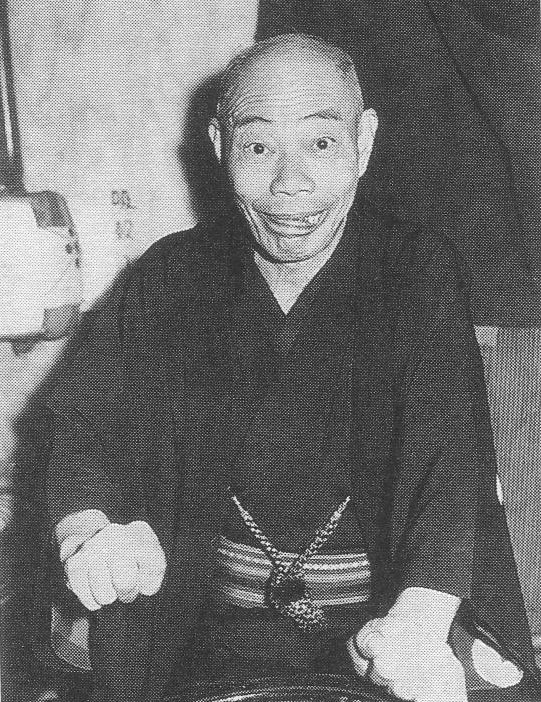
五代目松鶴（1936年ごろ）

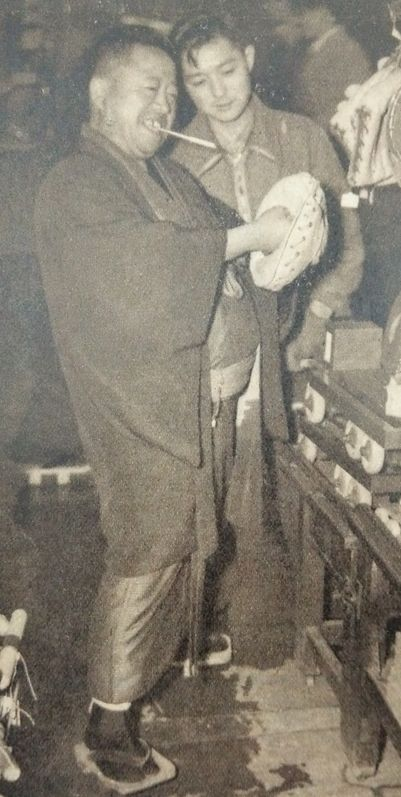
二代目春団治（1949年）

他方で、戦争が泥沼化し、本土への空襲も始まると、吉本は物的・人的にも大きな打撃を被ることになった。1945年（昭和20年）3月の東京大空襲では、神田花月と江東花月が焼失。神奈川県下に所有していた劇場も度重なる空襲ですべて失い、関東地区における吉本傘下の劇場で終戦時に残ったのは、浅草花月劇場、浅草大都劇場、銀座全線座の3館のみであった。地元大阪でも、相次ぐ空襲で、本社をはじめ、所有していた寄席や劇場、映画館のほとんどが瓦礫と化した。また出征していった所属芸人の戦死にも見舞われた。こうした混乱もあり、吉本興業は終戦直前に花菱アチャコを除く全所属芸人との専属契約を解消するに至った（同時に会社に借金がある芸人についてはその借金を棒引きしている）。ただし専属契約の解消時期については「戦後の1946年 - 1947年ごろ」とする見解もある。1946年（昭和21年）秋に大阪で行われた5代目笑福亭松鶴主催の落語会に2代目桂春団治が出演しようとした際、本番直前に会場に林正之助が現れ出演を差し止めた現場を3代目桂米朝が目撃しているため、この時点でまだ専属契約が有効であったとする評論家もいる。いずれにせよ、終戦直後の混乱の中での契約解消であったことがうかがえる。

### 戦災からの復興（昭和20年 - ）
終戦後、吉本興業は演芸による復興をあきらめ、映画の製作と上映に活路を見出すこととなった。そして1948年12月に封切公開された大映映画『大島情話』（主演・坂東好太郎監督・木村恵吾）を皮切りに、次々と映画を製作していった。また所有していた寄席・劇場の多くも映画館に切り替えた。さらに1946年10月には京都で進駐軍専用のキャバレー「グランド京都」をオープン。こうしたいち早く時流の流れを読んだ吉本経営陣の読みは当たり、吉本興業の経営は軌道に乗っていった。1948年1月7日に吉本興業株式会社が発足している。1949年5月14日に大阪証券取引所（現・東京証券取引所）、1961年10月2日には東京証券取引所に上場した。その一方で、1950年3月14日には創業者の1人であり、芸人に「おせいさん」と呼ばれて慕われた吉本せいが死去した。
一方、林弘高率いる東京吉本は、戦後の1946年10月、「吉本株式会社」として正式に大阪の吉本興業から分離独立した。銀座に本社とスタジオを構え、東京・横浜の劇場・映画館経営とともに、デビュー当時の江利チエミのマネジメントや力道山のプロレス興行を手がけていった。チエミの場合は、父親が戦前の「吉本ショウ」のピアニスト・久保益雄、母親が喜劇女優・谷崎歳子であり、両親ともに東京吉本の所属だった。さらに1946年11月には、映画会社東映の前身のひとつ、「太泉映画」を設立。東京練馬区大泉に映画スタジオを創設して、『肉体の門』（主演・轟夕起子、監督・マキノ正博／小崎政房）など数々の映画を製作した。また戦後の「浅草花月」は、浅草公園六区のほかの劇場と同様、ストリップや大江美智子の女剣劇を上演する一方、引き続きトニー谷、由利徹、海野かつを、ショパン猪狩（のちの東京コミックショウ）ら、多くの東京の芸人を出演させ、人気を博した。

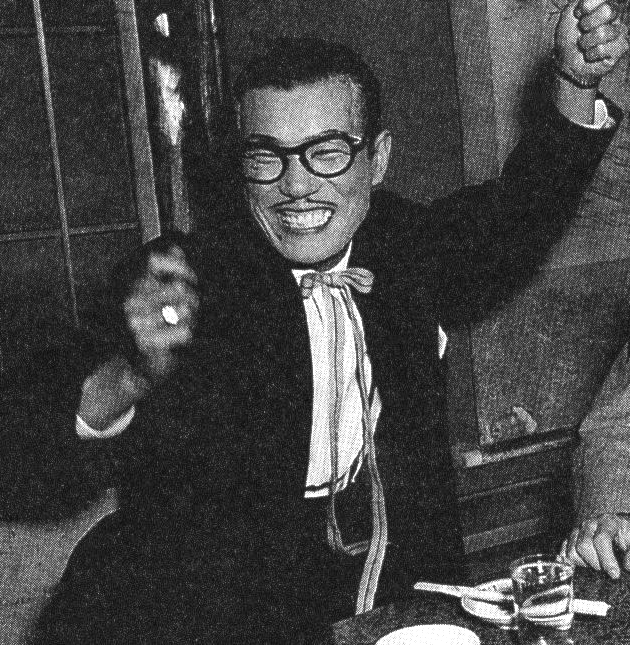
トニー谷（1950年）

しかし浅草公園六区の興行街のその後の急速な斜陽化は、「浅草花月」をはじめ多くの劇場・映画館を当地に持っていた東京吉本をも襲うことになる。東京吉本こと「吉本株式会社」は業績が悪化し、最終的には会社更生法の適用を受けるに至った。

### 演芸王国の復活（昭和34年 - ）
他方、映画館経営を主軸としてきた大阪の吉本興業は、昭和30年代に入ると、テレビの隆盛と映画の衰退を見据えて演芸部門を復活させることになった。落語や漫才の主力芸人は戦後いち早く演芸を再開した松竹系に取られていたため、コメディを中心にすることにし、それをテレビで中継させて客を呼ぶ作戦に出た。いわばテレビ時代のビジネスモデルを目指したわけである。そして1959年3月1日、手持ちの映画館を演芸場に改装してうめだ花月として開場、演芸再開に乗り出した。演目は花菱アチャコ主演の吉本ヴァラエティ「迷月赤城山」であり、うめだ花月開場と同時にテレビ放送を開始した毎日放送と提携し、同社に舞台中継させた。当初は所属芸人がおらず、佐々十郎、茶川一郎、大村崑、芦屋小雁といった東宝系のコメディアンや、中山千夏、雷門五郎といった既存のスターのほか、千日劇場の芸人をレンタルしたり東京からの客演で凌いだ。その後、吉本興業は、直営の映画館を演芸場に改装するかたちで、1962年（昭和37年）には京都花月を、翌1963年にはなんば花月を開場。吉本ヴァラエティは、1962年には吉本新喜劇と名前を変え、白木みのる、平参平、ルーキー新一、花紀京、岡八郎、原哲男、桑原和男、財津一郎らスターを続々と生み出していった。
昭和40年代には、落語や漫才でも吉本所属の若手芸人が育ち始め、メディアと連動する形で若者の人気を得ていった。まず若手落語家の笑福亭仁鶴がABCラジオの深夜番組で人気を得、続く毎日放送の番組「歌え!MBSヤングタウン」（ラジオ）「ヤングおー!おー!」（テレビ）で、同じ吉本所属の若手落語家・桂三枝（現・6代桂文枝）が人気者となった。さらにこのころより、横山やすし・西川きよし、コメディNo.1ら吉本所属の若手漫才師も、「ヒットでヒット バチョンといこう!」（ラジオ大阪）「爆笑寄席」（関西テレビ）といった番組の出演により、若者の圧倒的支持を受けるようになっていった。こうした売れっ子芸人でも花月劇場チェーンには欠かさず出演したため、花月劇場の観客動員にも一役買った。こうしたメディアミックスを多用した手法で、所属芸人とともに吉本自体も急成長していったのである。
一方で特筆すべきは、高山正行を看板スターとした「王将太鼓」という日本芸能界初の和太鼓集団を大阪の新しい名物として売り出しに全力を注いでいたことである。
また、あまり知られていないが1972年にヒットした「宗右衛門町ブルース」（平和勝次とダークホース）を発表したのがうめだ花月であった（当時はコミックバンドの歌謡曲や演歌が流行した）。
このように吉本興業は落語・漫才・コメディの分野で若い人気芸人を次々と輩出していった一方で、ライバルの松竹系の松竹芸能は老齢の重鎮クラスの芸人が多く、世代交代が進まなかったこともあり、昭和50年代に入ると、上方演芸界の主導権は再び松竹系から吉本興業へ移っていった。特に1980年の漫才ブームで、ザ・ぼんち、島田紳助・松本竜介、明石家さんまら吉本興業から全国区の若手人気芸人が続々と出た一方、松竹芸能は春やすこ・けいこを除くと全般的にブームに乗り遅れたことで、それは決定的になったと言える。以後吉本興業が上方の演芸界を支配する構図が、今日に至るまで続いている。

### 東京吉本の再興と地方への進出（昭和55年 - ）

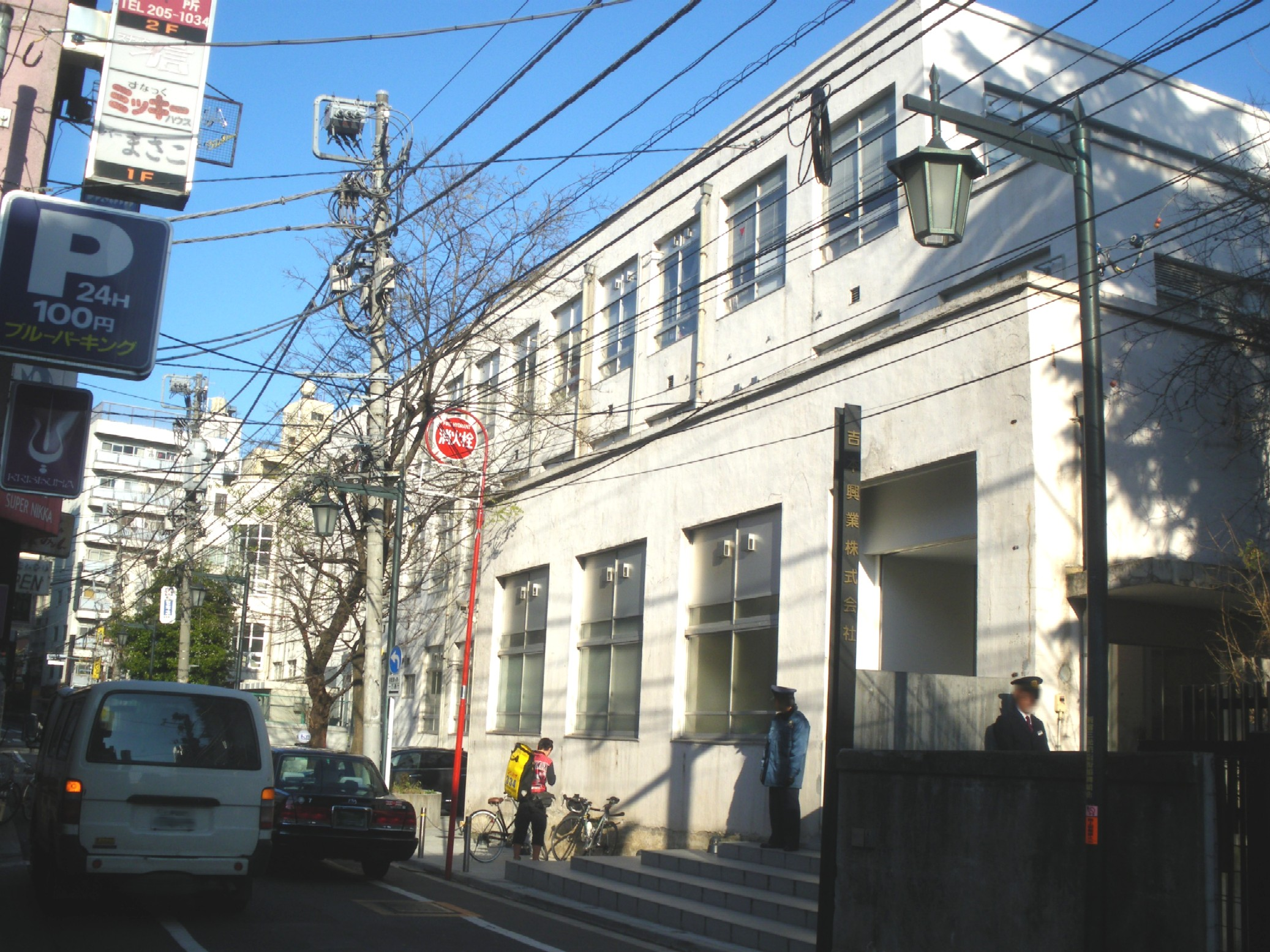
東京都新宿区新宿にある吉本興業東京本部。閉校した区立四谷第五小学校の校舎を再利用している。

そして吉本興業は1980年、木村政雄を所長として東京連絡事務所（のちに東京支社、さらに東京本社に格上げ）を設置、東京吉本の再興にも乗り出した。1980年代は純粋な東京吉本出身の芸人は野沢直子ぐらいであったが、1990年代以降、吉本が「銀座7丁目劇場」「渋谷公園通り劇場」「ルミネtheよしもと」「神保町花月」「よしもとプリンスシアター」と次々と東京に劇場をオープンさせたことに加え、吉本総合芸能学院（NSC）の東京校が開校したこともあり、極楽とんぼ、ココリコ、ロンドンブーツ1号2号、ペナルティ、品川庄司、ロバート、インパルス、森三中、オリエンタルラジオなど、東京吉本出身の芸人が続々と育ち、2000年代初頭からテレビを席巻するようになった。現在東京吉本は、新宿区新宿（花園神社隣）に本社ビルを構え（2008年に神田神保町から移転）、所属の芸人数、社員数、売上高などから見ても、大阪吉本と肩を並べる存在である。
さらに吉本興業は1980年代末以降、名古屋、福岡、札幌、広島に支社または事務所を続々と開いていき、地方のテレビ局への食い込みを図るとともに、ローカルタレントの育成にも乗り出した。岡山や仙台のように撤退することになった地方もあったが、そうした地方の吉本所属のローカルタレントの中から、札幌吉本出身のタカアンドトシ、アップダウンや福岡吉本出身の博多華丸・大吉、バッドボーイズのように、全国区で活躍する者も出てきている。

### 積極的な事業展開（2005年 - ）
吉本興業は、直営劇場を東京に2つ、大阪に3つ、さらにテレビ番組収録用のホールを東京・大阪に各1つ持つにいたり、所属タレントは約800人という陣容になった（2008年秋に大阪にさらに劇場を新設）。全国に直営劇場・寄席・映画館を47館持ち、所属芸人は約1,300人という戦前の全盛期（1935年ごろ）にはいまだ及ばないものの、依然として総合娯楽産業の雄であることは言を俟たない。
また芸人だけでなく、一般の社員の採用、育成に力を入れている。さらに、興行以外にも多くの事業を展開していることから「総合娯楽産業の中心」という見方があり、就職先としても人気が出ている。ただ、「社員になれば芸能人に近づける」という動機での志望者も少なくなく、新入社員説明会には冷やかしの参加者が増えたためか、有料化したこともある。
社員教育は徹底しており、マネージャーはあくまで所属芸人のマネジメントをする人間であって、付き人ではないという考えから、荷物持ちなどの雑用はしないようにと厳命している。また、弟子を持っている芸人・タレントに対して師匠と呼ぶことも禁じている。
積極的な事業展開が目立つのも特徴である。2005年には、吉本興業やフェイス、ファンダンゴ、インテルなどが出資する戦略グループ会社として、株式会社ベルロックメディアを米国に設立。同時に日本法人も立ち上げ、日米でメディアの多様化にあわせ吉本グループのコンテンツを活かした新たなビジネスモデルを構築しつつある。2010年代以降はNetflixやAmazonプライムといったネット配信サービス向けオリジナル番組の制作・配信を積極的に実施している。
さらに、2007年10月1日には、持株会社に移行し、マネジメント・制作・営業統括部門を「株式会社よしもとクリエイティブ・エージェンシー」、不動産賃貸・その他の事業統括部門を「株式会社よしもとデベロップメンツ」、経理・人事などの統括管理部門を「株式会社よしもとアドミニストレーション」にそれぞれ分社、ファンダンゴを株式交換で完全子会社化し、「株式会社よしもとファンダンゴ」としている。
2008年、お笑い女性アイドルグループ・よしもとグラビアエージェンシー（YGA）を結成。のちにメンバー交代にともない正統派のアイドルグループへと方向転換した。
2009年、アメリカ大手のエージェンシークリエイティヴ・アーティスツ・エージェンシー（CAA）と業務提携。また、同年、沖縄国際映画祭を協賛開催し、ゴリの監督作品を製作・上映。吉本は従来から、所属芸人が出演する映画の制作は行ってきたが、近年は松本人志作品をはじめとした「芸人監督」作品に力を入れている。
2010年には、吉本興業と京楽産業の合弁会社であるKYORAKU吉本.ホールディングスが運営し、秋元康プロデュースによるNMB48が、東京・秋葉原のAKB48、名古屋・栄のSKE48に続く地域アイドルとして大阪・難波に誕生した。
2011年には「あなたの街に”住みます”プロジェクト」スタート。
2012年には100周年を迎える。
2014年に映画の製作・配給・宣伝を中心とした業務を扱う株式会社KATSU-doを設立。代表取締役に映画プロデューサーの奥山和由が就任。
2015年に、洋画の配給に進出することを発表。第1弾はマイケル・ファスベンダー主演の映画『マクベス』で、2016年夏公開予定。
2017年には吉本興業は国連が行っている「エスディージーズ」（SDGs）に参加・提携をして国連が取り組んでいる環境対策の取り組みに参加し、のちにこの活動が認められて「ジャパンSDGsアワード」で特別賞（SDGsパートナー賞）受賞した。
2018年に、秋元康プロデュース『吉本坂46』結成が発表された。
2018年には、吉本興業はグラミン銀行の総裁の社会起業家のムハマド・ユヌスと共同出資で脱貧困と格差社会を減らすためのマイクロクレジットの会社（金融機関）のユヌス・よしもとソーシャルアクション株式会社（yySA）が創立をした。2018年（平成30年）3月28日はムハマド・ユヌスが来日して吉本とのマイクロクレジットの事業を行うように協力をした。ほかにムハマド・ユヌスに似たキャラクター・ユヌスくんが登場している。
2019年に、BSデジタル放送の新規参入を開始。
2022年3月21日に、BSデジタル新局となる「BSよしもと」の放送を開始した。
2024年11月6日には、大手総合商社・「三菱商事」と「笑い」を活用した事業共創に係る業務提携契約を締結をした。

### 税法上の中小企業化（2015年 - ）
2015年9月1日付で資本金を約125億円から1億円に減資し、法人税法・租税特別措置法上の「中小企業」となった（家電大手のシャープは中小企業向けの税制優遇を受けようと検討したが、批判を受けて大企業とみなされる5億円にとどめた経緯がある）。吉本側は「取り崩した資本金は中長期的な投資に回す」と説明しているが、法人税や法人事業税、地方税の法人住民税、地方特別法人税、中小企業投資促進税制、中小企業等基盤強化税制など数々のメリットがあるとみられている。なお、ここで言う「中小企業」とはあくまで税法面においてのものであり、税法以外の基準、たとえば中小企業基本法などの基準から見れば減資後も中小企業には該当せず、大企業に分類される。

## 評価

### 上方演芸界への功罪
長く上方演芸界の中心を担ってきており、多くの上方芸人を育てたこと、関西一円に寄席・劇場・映画館を多数持ち、集客効果を発揮して、周囲の繁華街の発展に寄与したことは、その功績として誰しもが認めるところである。さらには戦前、安来節を流行らせ、前述の初代桂春団治をめぐる放送番組の件や、京都の松竹と競合すると見るや新興資本の東宝と組んで漫才＝演芸と映画を融合させるなど、今日のマスメディアとショービジネスの関連性をいち早く見抜き、メディアミックスの手法を取り入れて大いに活用し躍進した。一時は大阪・新世界の通天閣も購入し、隆盛を誇っていた。
とりわけ戦前の吉本の功績としては、漫才の近代化に積極的に取り組んだことが挙げられる。かつて漫才は「万歳」という表記であり、楽器を持った「音曲万歳」が主流であったが、昭和初期以降、吉本所属の横山エンタツ・花菱アチャコ（1930年・1925年にそれぞれ入社、1930年コンビ結成）をはじめとする演者、秋田實（1934年入社）らの漫才作家により、純粋に話芸のみで勝負するしゃべくり漫才を育て、これを漫才の主流とした。またそれまでの「万歳」の表記を、現代風に「漫才」と変えさせたのも吉本である。こうしたしゃべくり漫才化の動きはやがて東京の漫才界にも及び、現在に至っている。また戦後の吉本の功績としては、伝統的な大阪仁輪加の流れを受け継ぐ「松竹新喜劇」とは別に、東京・浅草のアチャラカ喜劇の流れを受け継ぐ「吉本新喜劇」（当初は吉本ヴァラエティ）を結成し、大阪に軽演劇というジャンルを根付かせたこともある（吉本新喜劇初期の出演者には、守住清、清水金一、木戸新太郎、財津一郎など浅草の軽演劇出身者も多く見られる）。その後、本場・浅草では軽演劇というジャンルがほぼ絶滅したのに対し、それが移植された大阪では形を変えながらも今日まで続いている。
一方、吉本に対する評価が分かれるのは、上方落語に対する功罪である。とりわけ上方落語界のスターだった初代春団治が1934年に死去したあと、上方落語は一時絶滅寸前にまで衰退したが、その原因は戦前の吉本の漫才重視政策にあるとする関係者もいる。すなわち、前述のように戦前の吉本は「過度に」漫才に力を入れ、落語を軽視したために、それが上方落語の衰退を招いたと見るのである。実際漫才の興隆の前に、寄席の出番も減り、落語家からは廃業する者や自ら漫才師に転身する者が当時出てきたことは事実である。しかし戦前、吉本の幹部社員として漫才重視政策を推進し、戦後は吉本の社長も務めた橋本鐵彦は、演芸評論家・香川登志緒による聞き書きの中で、客を呼べる落語家が減っていったのが真の原因として、吉本が上方落語を衰退させたという説を全面的に否定している。また東京の演芸評論家である矢野誠一も、当時の吉本の漫才重視政策が、上方落語の衰退を加速させたことは事実としながらも、当時の上方落語自体にも衰退する理由があり、吉本が上方落語を潰したとまでは言えないと結論づけている。

### 東京演芸界への功罪
「吉本＝大阪・お笑い」というイメージも強いが、先述のように、戦前は必ずしもそうではなく、前述の通り東京・横浜にも多くの寄席・劇場・映画館を所有し、柳家金語楼、柳家三亀松、川田義雄ら多くの東京の芸人を専属に抱えていた。戦後も、デビュー当時の江利チエミのマネジメントを手がけている（彼女の両親も東京吉本所属の芸人だった）。さらに戦前は球団経営（プロ野球の東京巨人軍）に参画し、戦後も映画会社東映の前身のひとつ、太泉映画を設立するなど、興行資本としての性格も強い（ちなみに戦前は松竹・東宝・吉本で三大興行資本と呼ばれていた）。
一方、上方の演芸に対してだけでなく、東京の演芸に対しても、吉本は功罪相半ばする。
まず「功」の部分としては、大正末の関東大震災の際に、被災した東京の演芸界に対して積極的に支援の手を差し伸べたことが挙げられる。当時吉本の幹部社員が上京して、被災した芸人を直接訪ねて歩き、慰問物資を配って歩いたと言われる。さらには東京の寄席が壊滅状態となって出演の場を失った東京の芸人を大阪に招き、吉本の寄席に出演させた。そのために、後年まで「吉本」の名は、当時の東京の演芸界に「恩人」として刻み込まれたと言われる。さらに吉本自身、大正末に関東進出を果たして以降、柳家金語楼、柳家三亀松など多くの東京の芸人を育て、また東京・横浜に多くの寄席や演芸場を開いた。とりわけ「浅草花月劇場」など、浅草公園六区の興行街に多くの劇場・映画館をオープンして、浅草の繁栄に寄与した。演芸評論家の小島貞二によれば、浅草花月は1935年（昭和10年）にオープンするや否や、浅草公園六区の観客の熱狂的支持を集め、六区の人の流れを変えてしまうほどであったという。また、あきれたぼういずを育て、東京の演芸にボーイズという新たなジャンルを確立しただけでなく、東京の落語界再編にも乗り出し、落語芸術協会を立ち上げて、今日の東京落語界の興隆の基礎を作っている。そうしたことを考えるならば、当時東京に進出していた関西系興行資本3社、松竹・東宝・吉本のうち、東京の演芸界に対する寄与という点では、吉本がもっとも大きかったとも言える。
他方、戦後は吉本が東京から一時撤退し、大阪のローカル企業としての色彩を強めていったこともあり、戦前の東京吉本の歴史を知らない東京演芸界の若い世代からは、大阪べったりに見える吉本への批判や疑問の声が飛び出すことにもなった。たとえば「人気がなければあっさり切り捨てる」という点で立川談志は「あいつらは戦前から売れねぇと使けぇ捨てるんだよ、ったく冷てぇったらありゃしねぇよ」と著作において批判した。また永六輔は江戸笑芸を否定した戦略を打ち出す姿勢を問題視しており、毎日放送が「大正テレビ寄席」を打ち切って「サモン日曜お笑い劇場」に差し替えたことに激怒。絶縁以降は自身出演のラジオ番組・自身が請け負った連載で非難を続けた。

## 吉本興業のおもなトラブル
- 横山やすし（横山やすし・西川きよし）は1970年に起こしたタクシー運転手傷害事件で長期謹慎、1977年にはタクシー運転手に侮辱行為、1984年には番組出演のドタキャン、1987年には出演者に対する暴力事件、1988年には番組出演キャンセル、および、俳優で息子の木村一八がタクシー運転手に傷害事件（この際に一八は吉本を解雇された）を起こすなど、多くのファンを獲得しながらその人気に乗じて多くの不祥事を起こしている。そして1989年、一八の傷害事件による謹慎からの復帰直後に飲酒運転による人身事故を起こし、ついに吉本から解雇された。当時の会長であった林正之助はこれまで度重なる不祥事を起こしてもやすしをかばい続け、解雇することはなかったが、この際はついに「もうええ!もうよろし」の一言で、やすしを解雇する決断をしたという。その後もやすしは細々と芸能活動を続けていたが、1996年に肝硬変のため死去した。
- 2006年7月、山本圭一（極楽とんぼ）が、10代の少女に対して飲酒行為と性的暴行に及んだことが判明。山本は吉本から解雇となる[19]。これで極楽とんぼは事実上活動休止となるも、相方の加藤浩次が解散を否定していることもあり、2015年1月からは極楽とんぼの山本圭一として、フリーランスのお笑い芸人およびラジオパーソナリティとして活動していたが、2016年11月に正式に吉本へ復帰した。
- 2011年8月、島田紳助の暴力団との交際が明らかになり、紳助は芸能界を引退[20]。紳助自身は芸能界への復帰の意向はまったくないという。
- 2012年5月、河本準一（次長課長）の母親が生活保護を受給していたことが発覚し、会見を開いた[21]。契約解除とはならなかったが、仕事が激減することになった。
- 2012年3月、労使協定で定めた月50時間以上の残業をさせたなどとして、新宿労働基準監督署から是正勧告を受けた。2018年8月と9月にも、就業規則の不備や休日勤務手当の不十分な支払いなどがあったとして、再び是正勧告を受けた[22][23]。
- 2025年2月5日、オンラインカジノでの賭博容疑で複数名の所属タレントが警視庁から事情聴取を受けていたことが判明[24]。同日、吉本興業は本件についてコンプライアンス違反の疑いがあるとして、外部弁護士を交えて調査中であり、関与したとされる所属タレントは事実が判明するまで活動自粛する事になった旨を公式ホームページで発表した[25]。なお、上記タレントのうち6名については単純賭博罪の公訴時効（3年）以内であった事から、同年4月3日付で書類送検された[26]。

### 反社会的勢力への闇営業問題
- 2019年6月、入江慎也（カラテカ）が振り込め詐欺などの特殊詐欺グループが主催する会合に、吉本興業を通さない形でのいわゆる「闇営業」で所属芸人を仲介していたとして同月4日付で同社を契約解除された。また、入江の仲介とは別に単独で「闇営業」を行っていたとして、楽しんごも3月末に同社を契約解除されていたことが明らかになっている[27]。
- その後、入江の仲介を受けた所属芸人に数回の聞き取り調査などを行い、「反社会的勢力主催の会合であるとの認識はなかった」ものの「会合への参加により一定の金銭を受領していたことが認められた」として、同月24日付で宮迫博之（雨上がり決死隊）、田村亮（ロンドンブーツ1号2号）、レイザーラモンHG（住谷正樹、レイザーラモン）、福島善成（ガリットチュウ）、くまだまさし、パンチ浜崎（ザ・パンチ）、木村卓寛（天津）、ムーディ勝山、八十島宏行（2700）、常道裕史（2700）、ディエゴ（ストロベビー）の11人を当面の間活動を停止し、謹慎処分とした（その後、宮迫と亮以外の人物は同年8月19日に活動を再開した）[28]。
- また、他社所属の芸人を通じて「闇営業」を行い、暴力団関係者が参加していたとされる会合に出席したことが発覚した真栄田賢（スリムクラブ）、内間政成（スリムクラブ）の2名に加え、すでに謹慎処分を受けている2700の八十島、常道も同じ会合に参加していたとして同月27日付で無期限謹慎処分とした[29][30]。
- 同時期に発覚したワタナベエンターテインメント所属のザブングルも同様のケースで8月末まで謹慎処分となったが、吉本と異なり、マスコミに「ザブングルを吉本芸人と同列に報じないでほしい」とする要請を事務所が行ったことや、コンプライアンスについて徹底した対応、被害者に対する謝罪などが称賛されたとして、引き合いに出された[31]。
- その後、謹慎処分を受けていた宮迫が7月19日に吉本興業とのマネジメント契約を解除され、当初は会見の予定が組まれていなかったが、翌20日に田村亮とともに出席して記者会見が行われた。2人は一連の不祥事に対し謝罪を行うとともに、吉本側の一連の対応をめぐって吉本への不信感を表わした。また、謹慎が発表された当初、会見の実施提案をめぐって同社の岡本昭彦代表取締役社長から「やってもええけど、ほんなら全員連帯責任でクビにするからな。それでもええんなら記者会見やれ。おまえら全員クビにする力があるんだ」と圧力ともとられかねない言動があったことを暴露している。なお、田村亮も会見で吉本とのマネージメント契約の解除を訴えていた（なお、田村亮に関してはこの時点で吉本側は契約解除については否定している[32]）[33]。
- 同月22日午後、吉本興業は東京都内で会見を行い、一連の騒動について謝罪したうえで、登壇した岡本社長は宮迫、田村亮に対する処分の撤回と和解の意思を示し、また今回の騒動の引責として岡本社長および大﨑洋代表取締役会長の報酬を1年間50%減俸とすることを明言した[34][35]。

## 創業者一族と主導権争いの歴史
吉本興業の創業者は吉本吉兵衛（通称・泰三）とその妻・せいである。1912年4月に夫婦で大阪の寄席経営に乗り出してから、吉本の歴史は始まった。1913年には、吉本興行部を設立している。吉本せいをモデルにした山崎豊子の小説「花のれん」では、この時期に吉本の経営の采配を振っていたのはせいであり、夫の吉兵衛は道楽者で経営にはまったく興味がなかったかのように書かれている。しかし矢野誠一の評伝『女興行師 吉本せい』によれば、吉本興行部主人として実質的に経営を指揮していたのは吉兵衛であり、せいはむしろ内助の功に徹していたという。ともかく、吉兵衛は1924年に37歳の若さで急死し、未亡人となったせいが経営の表舞台に立たされることになった。
しかし吉兵衛存命中の1917年、せいは実弟の林正之助を吉本興行部総監督として迎え入れている。また吉兵衛死後の1928年には、正之助の実弟となる林弘高も招いて、すでに吉本が進出していた東京・横浜地区の仕事を一任した。ここに創業家の吉本家に加え、せいの実家である林家が吉本の経営陣に登場してくることになる。
1932年に吉本興行部は吉本興業合名会社になり、せいが主宰者、正之助が総支配人、弘高が東京支社長に就任、ここに大阪吉本を林正之助が、東京吉本を林弘高が率いる図式ができあがる。しかし戦前の東京吉本に詳しい演芸評論家の小島貞二によれば、当時の東京吉本は、形式的には吉本興業の東京支社を名乗っていたものの、実体は「吉本株式会社」として独立し、弘高が社長を務めていた。しかもこの「独立劇」自体、弘高と兄の正之助間のトラブルによるものであったという。1938年には吉本興業合名会社は吉本興業株式会社に改組、せいが社長に就任するが、実際の経営は専務となった正之助が担うこととなった。
戦後の1946年、弘高率いる東京吉本は、「吉本株式会社」として正式に大阪の吉本興業から分離独立する。この独立劇も、弘高と正之助間のトラブルの産物であったかどうかは定かではない。社史「吉本八十年の歩み」には、終戦後の混乱の中で吉本興業本体の経営を身軽にするために、東京吉本を切り離したという趣旨で書かれている。
1948年、吉本せいは吉本興業の社長から会長に退き、林正之助が社長に就任した。このころ、せいは、専務を務める正之助に任せている吉本興業の経営を、将来は溺愛する次男（長男・泰之助は2歳で病死）の吉本穎右に継がせる構想を持っていたが、穎右はせいの反対を押し切って歌手の笠置シヅ子と結ばれ、1女を儲けたあとに1947年に24歳の若さで病死（肺結核）してしまう。跡取りに先立たれたせいは前述の通り正之助に社長の座を譲ったあと、穎右の後を追うように1950年に60歳で世を去った。
穎右とせいが相次いで世を去ったことで、吉本興業の実権は名実ともに創業家の吉本家から林正之助社長の林家に移ることになった（会社の株はせいの三女の吉本恵津子が相続）。
1963年、正之助は糖尿病などの体調不良を理由に社長を辞任した。後を継いだのは東京吉本（「吉本株式会社」）を率いる弟・弘高で、彼が大阪に乗り込み、吉本興業の社長に就任した。しかし同時に弘高は東京吉本の自分の息のかかった幹部社員を連れてきたため、これ以後吉本興業内では、正之助・大阪吉本系と弘高・東京吉本系の社員間で主導権争いが続いた。弘高は新たに巨大ボウリング場やインドア・ゴルフ場を開いて経営の多角化を進め、吉本の業績を急上昇させるなど、手腕を発揮する。一方、弘高ら東京吉本系の社員は、当時再開したばかりの演芸部門には冷淡であり、花月劇場を閉鎖しようとさえしたという。こうした路線に反発して、のちに吉本の社長になる中邨秀雄は、いったん吉本を退社している。
一方、弘高はのちに脳梗塞で倒れ、1970年に再び正之助が社長に復帰した。正之助の復帰にともない、正之助に近い中邨が吉本に復帰する一方で、弘高・東京吉本系の幹部社員の多くは失脚し、当時幹部の顔ぶれががらりと変わったほどであった。
その後、1973年に正之助は社長から会長に退き、後任に橋本鐵彦が就任した。1977年には、八田竹男が橋本を継いだ。両者とも創業者一族以外からの登用である。しかし1986年に再び正之助が社長に返り咲くが、1991年には正之助の死にともない中邨秀雄が社長に就任、しかし1999年には正之助の娘婿の林裕章が社長を継ぐなど、この時期社長のイスは創業者一族と外部の間で揺れ動く。最終的に2005年の林裕章の突然の死を受けて、吉野伊佐男が社長を継いで以来は再び外部からの登用が続いており、今日に至っている。
結局吉本は、当初は経営陣の中枢を創業者一族で固める同族企業として出発したが、その中で、吉本せいと林正之助間で姉弟間の、さらには正之助と弘高間で兄弟間の主導権争いを繰り広げてきた。前者には「吉本家」対「林家」、後者には「大阪」対「東京」という対立軸も加わり、様相を一層複雑なものにした。いずれの主導権争いでも最終的に勝利したのは正之助であり、その過程で吉本興業の経営の実権は吉本家から林家、さらには同家の正之助直系に移っていった。一方近年は、独自路線を強める吉野社長以下現経営陣に対して、それを創業者一族離れと見る大株主の林家が批判を強めている。特に2007年には週刊現代が「創業者一族が○暴（まるぼう）を使って副社長を恐喝!」というスクープ記事を載せたり、週刊新潮が中田カウスが暴力団・山口組の威勢を背景に創業者一族を脅しているとの告発記事を掲載と、週刊誌を使って経営権争いを有利に進めるためのリーク合戦をするに至り、注目を集めた。こうした対立は、老舗の同族企業にはよく見られるパターンとはいえ、その行方が今後も注目されるところである（なお、近年の記事において林家を「創業家」とする記述も散見されるが、前述のように吉本興業の創業家は吉本家であり、林家は厳密には「創業者の妻方の傍系一族」である。大成土地社長で系列のイベント会社「正和吉本」も経営する吉本公一が創業家である）。

## タレントの待遇
闇営業問題発覚までは、所属芸人の多くは契約書も交わしておらず口約束すらしない状態が続いていた。松本人志などは「契約金をもらったこともないし、このままどっかに移籍しても法的には一切問題ない」と語ったことがある。また、タレントの送迎などをせず、どれだけ売れっ子でもマイカーや公共交通機関を使って移動する。慢性的にタレントの総数がマネージャーの総数を大きく上回った状態であるため、1人のマネージャーが多くの芸人を兼務しなければならず、結果テレビの第一線にいるタレントであっても十分なマネジメントを受けられない場合が多い。このため、吉本とは別に個人事務所を設けている者もいるほか、吉本とマネジメント契約を結んでいる人物は、基本的に吉本はキャスティングなどのみに関わっている。また、2000年代以降は他の大手芸能事務所がお笑い部門を設立し（ホリプロコム、サンミュージック企画など）、そこに所属するタレントが増えたため、それらを引き合いに出してマネジメントや福利厚生の脆弱さを（ネタとして）批判することも見られる。

### ギャラに対して
タレントのギャラは歩合制のため、若手であまり仕事がない芸人の場合、「銀行のATM手数料や交通費がギャラより高い」といった現象が起こる。明石家さんまや島田紳助は童謡「こいのぼり」の替え歌で「ギャラより高い交通費〜」とたびたび歌うこともあった。また、報酬がいくらであっても必ず吉本側が天引きし、その後、報酬料金の源泉徴収制度に従い10 - 20%の所得税が差し引かれていることでも知られている。このため、若手芸人は仕事が軌道に乗るまでは、本業のほかにアルバイトをすることも多い。吉本の若手芸人の約半分がアルバイトをしながら生計を立てていることが『ジャイケルマクソン』で明らかになり、親から数十万に及ぶ仕送りを受けている芸人がいることも『イチハチ』で明らかにされている。後述の闇営業問題についても、ギャラの安さが背景にあったとされる。
ただし、漫才などの賞レースや特番の賞金、CM出演料など、吉本興業ではギャラ以外でタレントが直接稼いできたお金は全額そのタレントのもとに入るという（ただし源泉徴収はされる）。ただ、チャド・マレーンのチャドだけは興行ビザで在留しており、年収200万円以下だと更新が困難になるため例外的に吉本と雇用契約を結んでおり、給料制になっている。
そもそもタレントは芸能プロダクションに「雇用」されること自体が稀で、タレント自身の芸能活動のマネジメントの一切を芸能プロダクションに「委任」する「専属マネジメント契約」という形態を取るのが通常であり、吉本もこの形態を取っている。

### 事務所の影響力による圧力
吉本は関西の最古・最大手プロダクションだけではなく日本最大手のプロダクションでもあり、ジャニーズ事務所やバーニングプロダクション、渡辺プロダクションなどの大手と同様、芸能界に影響力が強いことから専属契約に対する影響力は大きい。自分の意志で仕事を選べるほどの立場にない売り出し中の所属タレントに対しては雇用関係にきわめて近い拘束性・排他性を持っているほか、表だって吉本興業を離れた者や離反した者には、徹底して仕事を回さないよう芸能界に働きかける（いわゆる『干す』）力を持っており、離れる者はタレントとしての生活を諦める覚悟が必要とされていた。その例として、ルーキー新一のように吉本と対立した者、B&B、大平サブロー・大平シローコンビのように、東京進出のために反対を押し切って独立した者、横山やすし（横山やすし・西川きよし）や山本圭一（極楽とんぼ）のように、不祥事により吉本との専属契約を解除された者が挙げられる。特に不祥事を起こして契約解除された者の場合は他事務所と契約する例も皆無に等しく、事実上の芸能界追放となる。横山やすしのように、契約解除されたあとで他事務所に移籍しても細々と活動することしかできなかったりと、芸能界に戻れたとしてもかつての栄光を取り戻すことはできないケースが多い中、山本圭一のケースは10年間の芸能活動謹慎を経て吉本に復帰した希有な例であった。不祥事絡みではなく、大平サブローのように単に事務所に反旗を翻しただけのような場合は、厳しい条件を呑んだ上ではあるが吉本興業に復帰した例もある。
なお、吉本興業時代にメジャーデビューを果たせずに契約を解消し、ほかの事務所に移籍したあとにメジャーデビューを果たしたタレントと現在吉本興業に属するタレントとの共演は可能である（竹山隆範、スギちゃん、スピードワゴン、Hi-Hiなど）。またメジャーデビューを果たしていても、当時無名に近かった板尾創路が不祥事を起こした際は数か月間の芸能活動自粛で済んだなどの場合があった。ほかに横山ノックのように、吉本に在籍したうえで吉本を離れたあとも吉本の舞台に出演し続ける事を条件に、円満に契約解消した例もある。前述する通り、売れっ子になれば高額の報酬が得られるため、吉本でメジャーデビューを果たせずに移籍する以外に、吉本から移籍・独立するタレントは少なかった。しかし、労働契約の実態については、所属タレントは原則として各々が「個人事業主」の立場で吉本と契約していることや、契約の内容も前述のとおり自身のマネジメントを芸能プロダクションに委任する「委任契約」であり、「雇用責任」という前提が端からあり得ないため、労働条件などについて司法で争われたことはない。

#### 闇営業問題発覚後
2019年に発覚した所属タレントの闇営業問題では、事務所の圧力により会見予定が立てられず、結果宮迫・亮による自主会見に至ったという経緯があったうえ、問題の背景に前述したタレントマネジメント体制のずさんさが原因になっているとの指摘もあり、これについては吉本所属タレントも含めた内外から批判が相次ぐこととなった。公正取引委員会は2019年7月24日の定例記者会見の席にて契約書類の不在の件について触れており、「契約書面の不存在は、競争政策の観点から見て誠に問題があると考える」という認識を示している。これにともない、吉本興業は所属タレントが依頼された仕事をすべて会社に報告することなどを定めた「共同確認書」を作成し、全所属タレントに署名させることを発表した。
また、この問題に前後して公正取引委員会が事務所の圧力行為が独占禁止法における優越的地位の濫用や「取引妨害」に抵触するおそれがあるとの見解を出したことから、芸能人が芸能事務所から退社・独立が相次ぐ契機になったとの指摘もあり、吉本興業からもオリエンタルラジオや加藤浩次など、円満に契約解消を行うタレントも出てきている。

### 上下関係
上下関係もお笑い事務所の中では厳しいとされる。「年齢が何歳であろうと先に入ったものが先輩」というルールが根底にあり、中学生で吉本興業入りしたりあるキッズに対して成人の後輩が、「○○さん」および「○○兄さん」と呼ばなければならなかったというエピソードはたびたび島田紳助らにネタにされている。ただし、時代とともに厳しい上下関係は厳しくはなくなってきており、後輩は先輩に対して敬語を使う、「○○さん」および「○○兄さん」「○○姉さん」と呼ぶくらいである。また、先輩後輩関係なく仲のいい芸人は多く（かつてはオール阪神・巨人のように仲の悪いコンビは少なからずいた）、年上の後輩に「さん」付けするタレントも多いなど絶対ではない。その例として吉本入りの遅かったエド・はるみや年下の先輩と年上の後輩コンビであるパンクブーブーなどが挙げられる。オール巨人、チャーリー浜、中田カウスなどのベテランを筆頭としたスパルタ教育も根強く残っているが、現在はNSC出身のタレントが多いため、実力はつけたとしても一線で活躍できないタレントがほとんどであり、現在でも師匠を持つタレントはごくわずかとなっている（師匠を持ちながらNSC入りする人もごくわずかだがいる）。他社との違いを示す顕著な例としておぎやはぎが「人力舎は上下関係が緩い。芸歴は上だけど年下のアンタッチャブルにはタメ口で話している」と話した際に、宮迫博之は「吉本だったら考えられない」と述べている。

## 本部・事務所

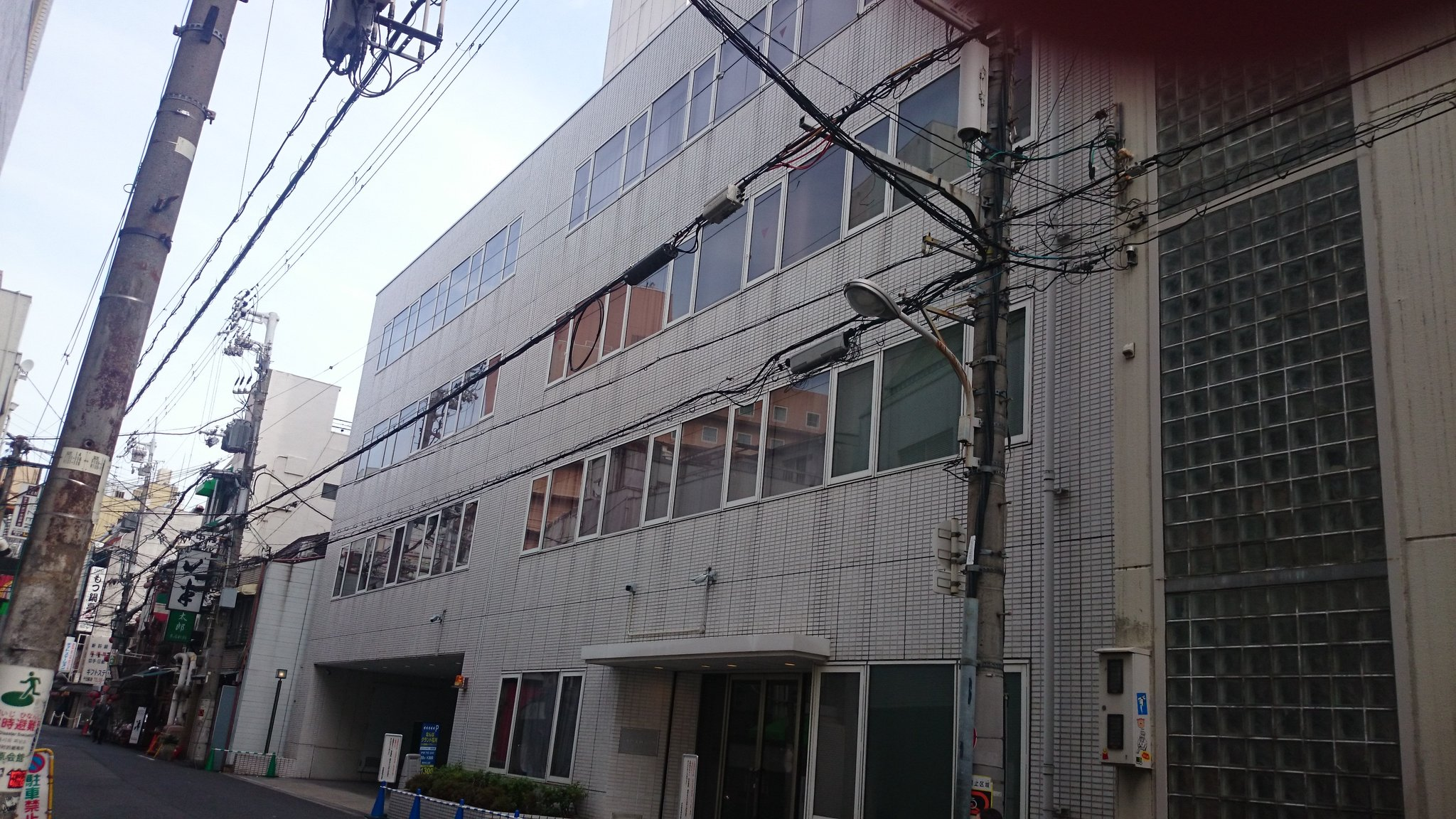
吉本興業本店（大阪市中央区）

- 本店・大阪本部（〒542-0075 大阪市中央区難波千日前11-6）
- 東京本部（〒160-0022 東京都新宿区新宿5丁目18-21）

吉本興業は、大阪・東京に本社を置き、それぞれ「大阪吉本」「東京吉本」と呼ばれている。それ以外に、札幌・横浜・東海（名古屋）・福岡に支社、東北（仙台）、福島、新潟、広島、四国（松山）に事務所、沖縄に子会社を置き、その中でも東海・札幌・福岡・広島・沖縄は「名古屋吉本」「札幌吉本」「福岡吉本」「広島吉本」「沖縄吉本」と呼ばれて、地元では親しまれている。
吉本の各地方事務所は、それぞれ地元のローカルタレントを所属タレントとして抱えている。彼らの多くは、ローカル局で製作される地元の番組で司会やレポーターを務めているが、中には地元での圧倒的人気を背景に、東京吉本に移籍し、活躍の場を全国区に移す者も少なくない。逆に東京・大阪の吉本から地方の吉本へ移籍し、活躍の場をあえてローカルに求める者もいる。
地方の吉本から東京・大阪の吉本へ進出
- タカアンドトシ、アップダウン、Bコース （札幌吉本から東京吉本へ）
- 博多華丸・大吉、バッドボーイズ、パンクブーブー、プー&ムー、パタパタママ（福岡吉本から東京吉本へ）
- ブロードキャスト!!、ボルサリーノ （名古屋吉本から東京吉本へ）
- 岡田直子（広島吉本から大阪吉本へ）

東京・大阪の吉本から地方の吉本へ移籍
- モリマン（東京吉本から札幌吉本へ）
- 寿一実（大阪吉本から福岡吉本へ）[注釈 8]
- サカイスト（東京吉本から福岡吉本へ）
- オリオンリーグ（東京吉本から沖縄吉本へ）

地方の吉本の中で、もっとも成功していると言われるのが福岡吉本である。大阪や東京のお笑いを持ち込むのではなく福岡発のお笑いを育てるという方針を当初から徹底しているために、地元のテレビ局の信頼も厚く、今や福岡では朝から深夜に至るまでテレビで福岡吉本のタレントの顔を見ない日はないほどである。華丸大吉、バッドボーイズ、パンクブーブー以外にも別事務所へ移籍したカンニング竹山、ヒロシなど、福岡吉本出身の芸人の全国区での活躍が目立ち、改めて「九州に福岡吉本あり」を全国に印象づけることとなった。
福岡吉本は地方の吉本の中ではもっとも多数の芸人を抱え、大阪吉本、東京吉本に次ぐ拠点となっている。また名古屋吉本も直接全国区の売れっ子を出した事はないものの、スピードワゴン、ザブングル、スギちゃんなど出身芸人が別事務所へ移籍後に全国区へ出世したケースが見られ、一部で注目されているという。

## ロゴマーク
ロゴマークは「吉」の字を丸で囲んだ物であり、2007年10月1日から使用を開始している。「吉」の字を笑顔に見立てたこのマークは実は二代目であり、初代は四ツ花菱の中央に「本吉」と右書きで書かれたもの（吉本が「花のれん」と言われた所以）。二代目は昭和30年代半ばに制定されたもので、当初は花月劇場の広告にも用いられていたが、昭和50年代以降は対外的に用いられなくなっていた。1994年に三代目のロゴマークが制定されたが、これは「YOshimoto」のYOと笑顔を掛け合わせたデザインとなっており、2007年9月まで使用されていた。

## 吉本興業とスポーツ
本業の「お笑い」の影に隠れがちだが、吉本興業はスポーツとの関係も深い。特にプロ野球とプロレスの草創期には、大変重要な役割を果たしている。
まずプロ野球であるが、1934年の アメリカメジャーリーグ選抜軍来日を契機に、日本では当時消滅していたプロ野球球団結成の機運が高まった。これを受け、正力松太郎の音頭の下、吉本興業は、同年に京成電鉄や東芝らと共同出資して大日本東京野球倶楽部を設立した。そして吉本興業総支配人の林正之助が巨人軍の役員に就任し、球団経営に参画した。大日本東京野球倶楽部は東京巨人軍への改称を経て、戦後の1947年、読売新聞社の完全系列下に入り、吉本興業との資本関係は切れた。
また戦後のプロレス草創期において、大相撲の力士を廃業していた力道山を担ぎ出し、プロレスブームを起こしたのも吉本である。1953年にアメリカでのプロレス修行から帰国した力道山を迎え、大阪の吉本興業社長林正之助、東京の「吉本株式会社」社長林弘高の林兄弟が、新田建設社長新田新作、浪曲の興行師永田貞雄とともに設立したのが日本プロレス協会であった。早速力道山を主役にプロレス興行を始めて大人気を博し、特に力道山が木村政彦と組みシャープ兄弟と対戦した試合は日本テレビとNHKを通じて全国に中継され話題を呼んだ。当試合は日本テレビの独占中継の予定だったが、NHKが吉本サイドを通して、強引に割り込んだという逸話もある。こうしてプロレスブームを背景に、1954年に日本プロレスリング興業株式会社を設立。社長に新田が、取締役に吉本の林兄弟や永田らが就任した。以後も吉本はプロレス興行を手がけていくが、やがてプロレス人気に翳りが見え始めたこと、力道山とスタッフの関係が悪化していったことなどもあり、1957年の興行を最後にプロレスから手を引いた。
その後、吉本興業は大阪千日前に西日本最大規模のボウリング場「吉本ボウル」（1964 - 1986年）をオープンさせて、大阪のボウリング・ブームに火をつけたり、その屋上で大規模なインドア・ゴルフセンター「吉本ゴルフセンター」（1965 - 1974年）を経営したりしていた時期もあった。
その後1990年代、マルチ企業への転換を図る中で、再びスポーツの世界に手を広げている。1996年には吉本女子プロレスJd'を旗揚げして、再びプロレス興行に参入した。
1999年には、元プロ野球選手の小坂勝仁が吉本興業社員となっていた関係で、小坂の働きかけで社内にスポーツマネジメント部門を新設し、現役メジャーリーガーであった長谷川滋利、石井一久（現役引退後は吉本興業の社員として採用される予定である）らを皮切りに、永島昭浩、ボビー・バレンタイン、河口正史スポーツ選手のマネジメントに乗り出した。また2002年には社会人ラグビーの雄・神戸製鋼と、2005年にはプロ野球球団オリックス・バファローズと業務提携し、オリックスの清原和博を吉本新喜劇の舞台に登場させたりしている。2006年には、野球チームヨシモトベースボールクラブを設立し社会人野球に参入することを検討中とも伝えられていた（同年、茨城ゴールデンゴールズにも所属していた同社タレント山本圭壱の不祥事もあり、フェードアウトした）。2007年の夏に大阪の長居スタジアムで開催された第11回世界陸上大阪大会のスポンサーも務めた。現在、吉本はホリプロと並んで多くのスポーツ選手が在籍している。
現在もアメリカの大手スポーツマネジメント会社であるオクタゴン・ワールドワイドと業務提携関係にあるほか、2009年1月5日にはスポーツ関連のコンサルティング会社・スポーツマーケティングジャパン（SMJ）を買収したと発表した。

## 文学作品に描かれた吉本
吉本のお笑いに魅せられ、吉本ファンになった文豪・文学者は少なくない。志賀直哉は戦前、しばしば大阪の吉本の寄席を訪れているところを目撃されている。永井荷風の日記『断腸亭日乗』を読めば、荷風が戦前・戦後を通じて浅草花月劇場（東京吉本の本拠地）の常連客であったことがわかる。吉本の幹部社員とも親しかった織田作之助は、代表作「夫婦善哉」の中で、主人公が法善寺の花月（戦前の吉本で、もっとも格式が高かった寄席）を訪れるシーンを描いている。辻邦生は、若かりしころ、浅草花月の楽屋に入り浸り、将来小屋の文芸部員になることを考えていたという。
吉本そのものを題材にした文学作品にも事欠かない。もっとも有名なのは、吉本興業の創業者吉本せいをモデルにした山崎豊子の『花のれん』（1958年）であろう。この作品は第39回直木賞を受賞し、翌年豊田四郎監督により淡島千景、森繁久彌のコンビで映画化されている。同様に吉本せいをノンフィクションで描いた矢野誠一『女興行師 吉本せい』（1987年）もある。この作品は、『桜月記−女興行師 吉本せい』と題して、1991年（平成3年）に森光子主演で帝国劇場において上演された。2017年に放送されたNHKの連続テレビ小説『わろてんか』は、吉本せいをモデルとした主人公が大正から昭和期にかけて活躍する様子を描いた作品となっている。
他には、浅草花月を舞台に戦前の東京吉本を描いた高見順の『如何なる星の下に』（1939年）がある。主人公・小柳雅子のモデルは、当時の「吉本ショウ」の踊り子、立木雅子と小柳咲子と言われている。この作品も戦後の1962年になって、東宝で豊田四郎監督により映画化された。また直木賞作家・難波利三の『小説 吉本興業』（1988年）は、戦前・戦後の吉本興業とその芸人たちを描いている。この本は2017年、前述の『わろてんか』の放送に合わせて『笑いで天下を取った男 吉本王国のドン』と変題され、表紙も一新されて再版された。
吉本の芸人に題材を取った作品も少なくない。中でも初代桂春団治を扱った、長谷川幸延『小説・桂春団治』（1962年）、富士正晴『桂春団治』（1967年）は有名。平成期には、戦前の東京吉本のタップダンサー・中川三郎を描いた乗越たかお『ダンシング・オールライフ 中川三郎物語』（1996年）と、同じく戦前、東京吉本のトップスターだった三味線漫談の柳家三亀松を題材にした吉川潮『浮かれ三亀松』（2000年）が発表されている。

## 劇場

### 現役の劇場
大阪市

- なんばグランド花月：858席+補助席

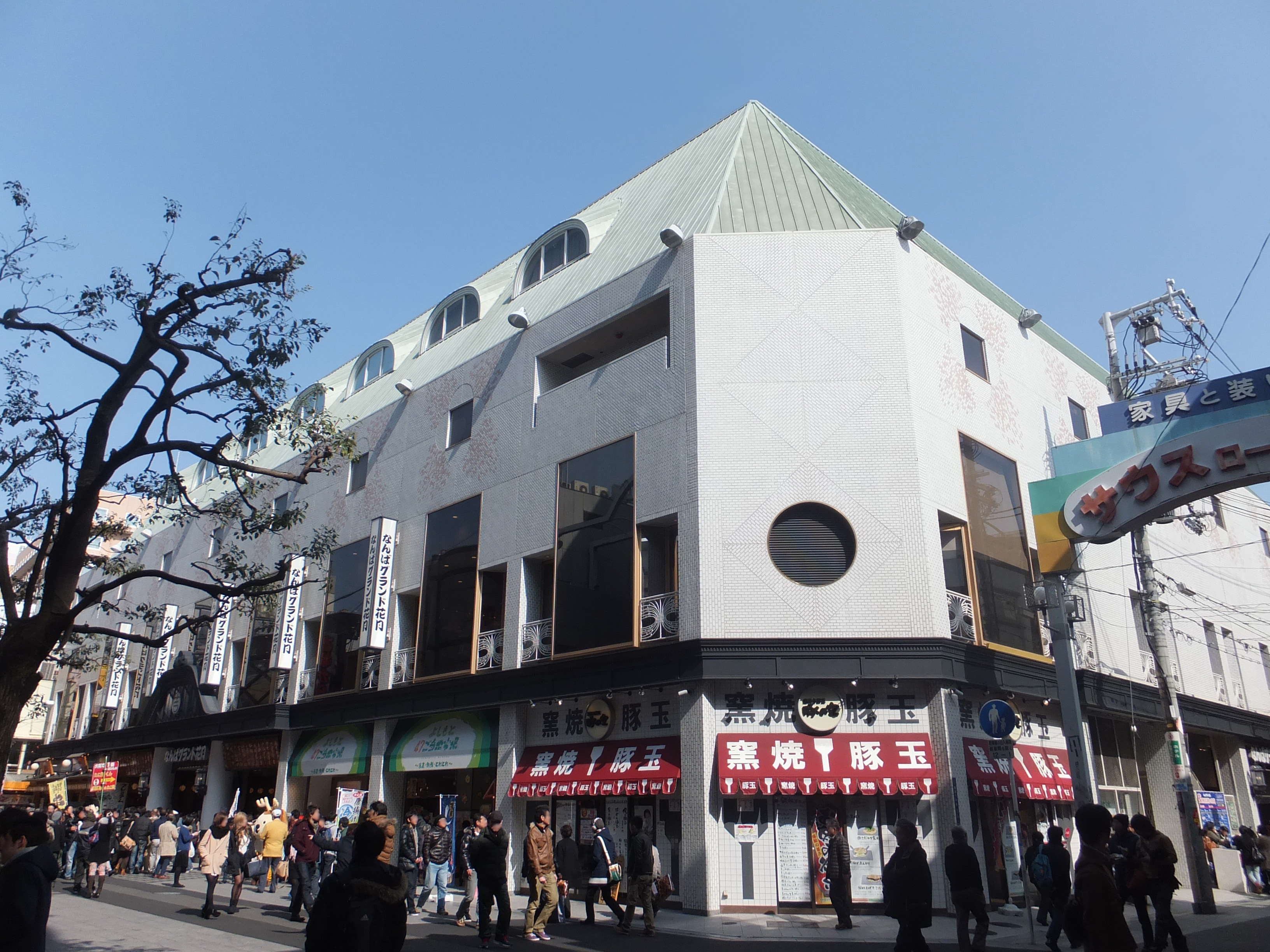
なんばグランド花月

- よしもと漫才劇場：313席 - 旧称・5upよしもと

東京都

- ルミネtheよしもと：458席
- ヨシモト∞ホール：218席

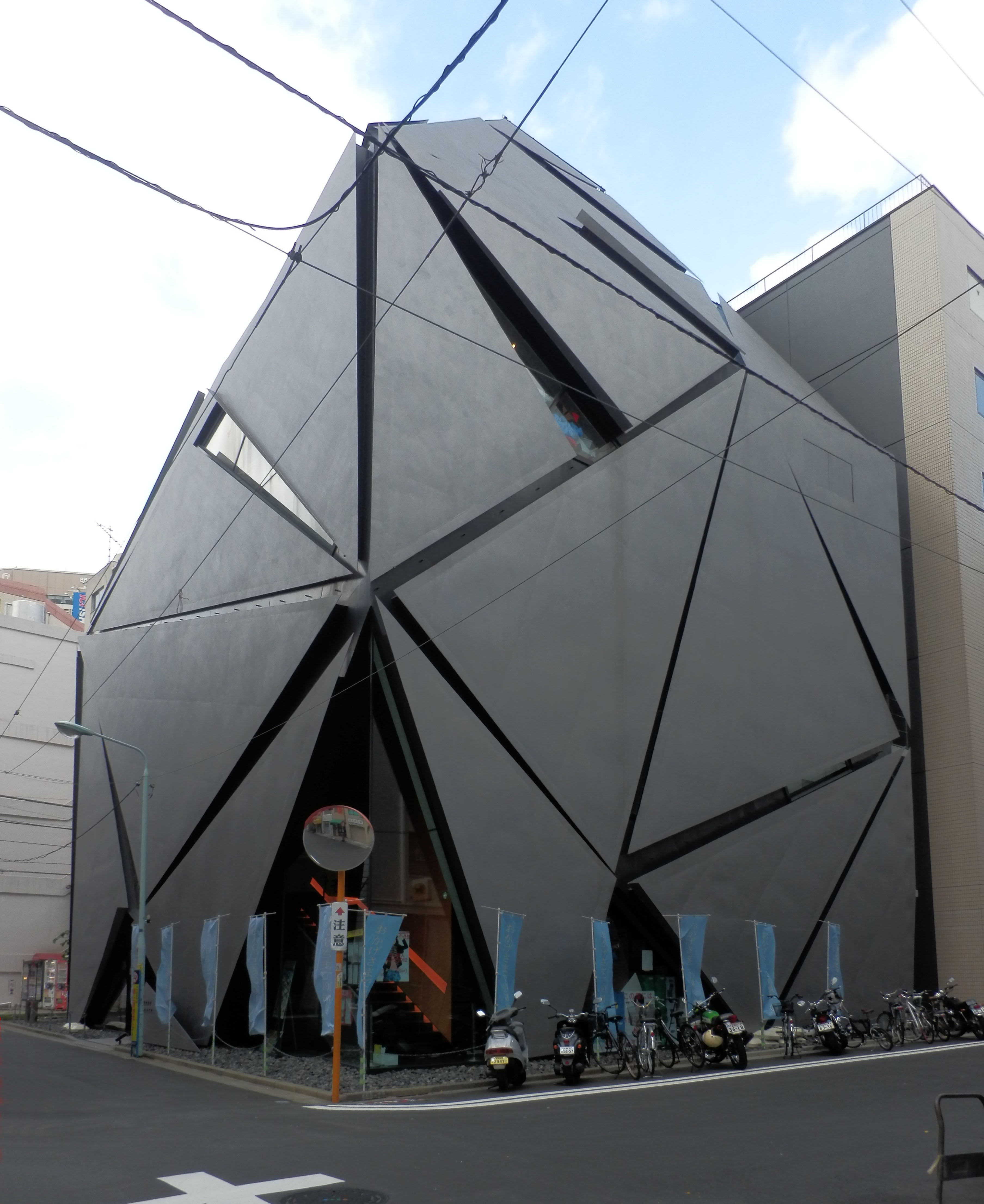
神保町よしもと漫才劇場

- 神保町よしもと漫才劇場（2020年1月29日開館）：135席 - 旧称・神保町花月
- よしもと有楽町シアター（2020年8月8日開館）：205席 - 旧・有楽町スバル座
- IMM THEATER（2024年1月10日開館）：705席

千葉市
- よしもと幕張イオンモール劇場：305席（2013年12月20日開館）

さいたま市
- 大宮ラクーンよしもと劇場：141席（2014年7月7日開館）

沼津市
- 沼津ラクーンよしもと劇場：151席（2014年7月7日開館）

京都市

- よしもと祇園花月：503席

福岡市

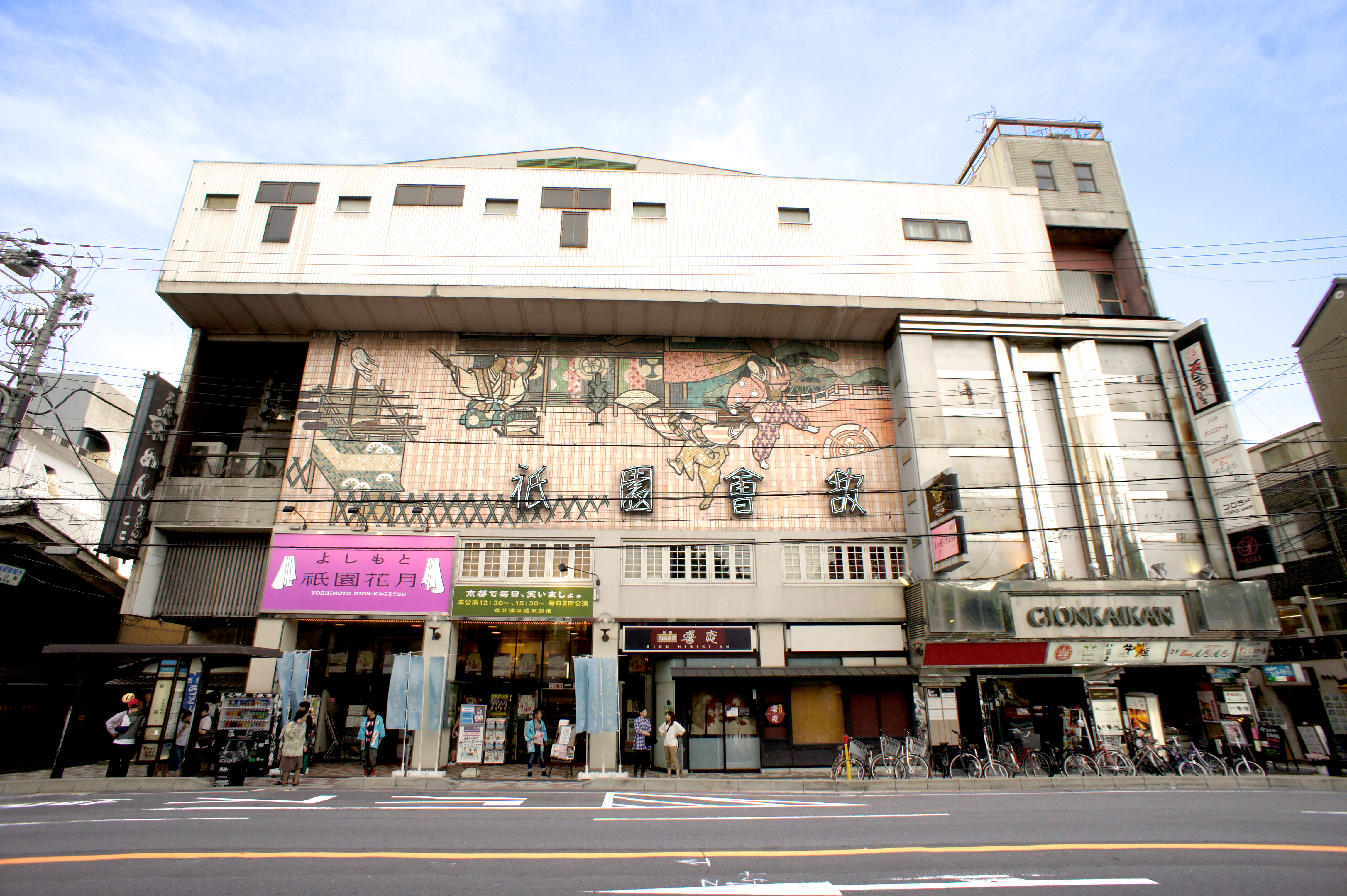
「よしもと祇園花月」としての興行が行われる祇園会館

- よしもと福岡 ダイワファンドラップ劇場：549席（2020年7月31日開館）

那覇市
- よしもと沖縄花月（とまりんアネックスビル2F）：131席（2017年8月10日開館リニューアルオープン）

### かつて存在した寄席・劇場・映画館
大阪市
- 大阪花月劇場
- 紅梅亭（大正時代閉館）
- 南地花月（1944年閉館）
- 南陽館
- 三友倶楽部

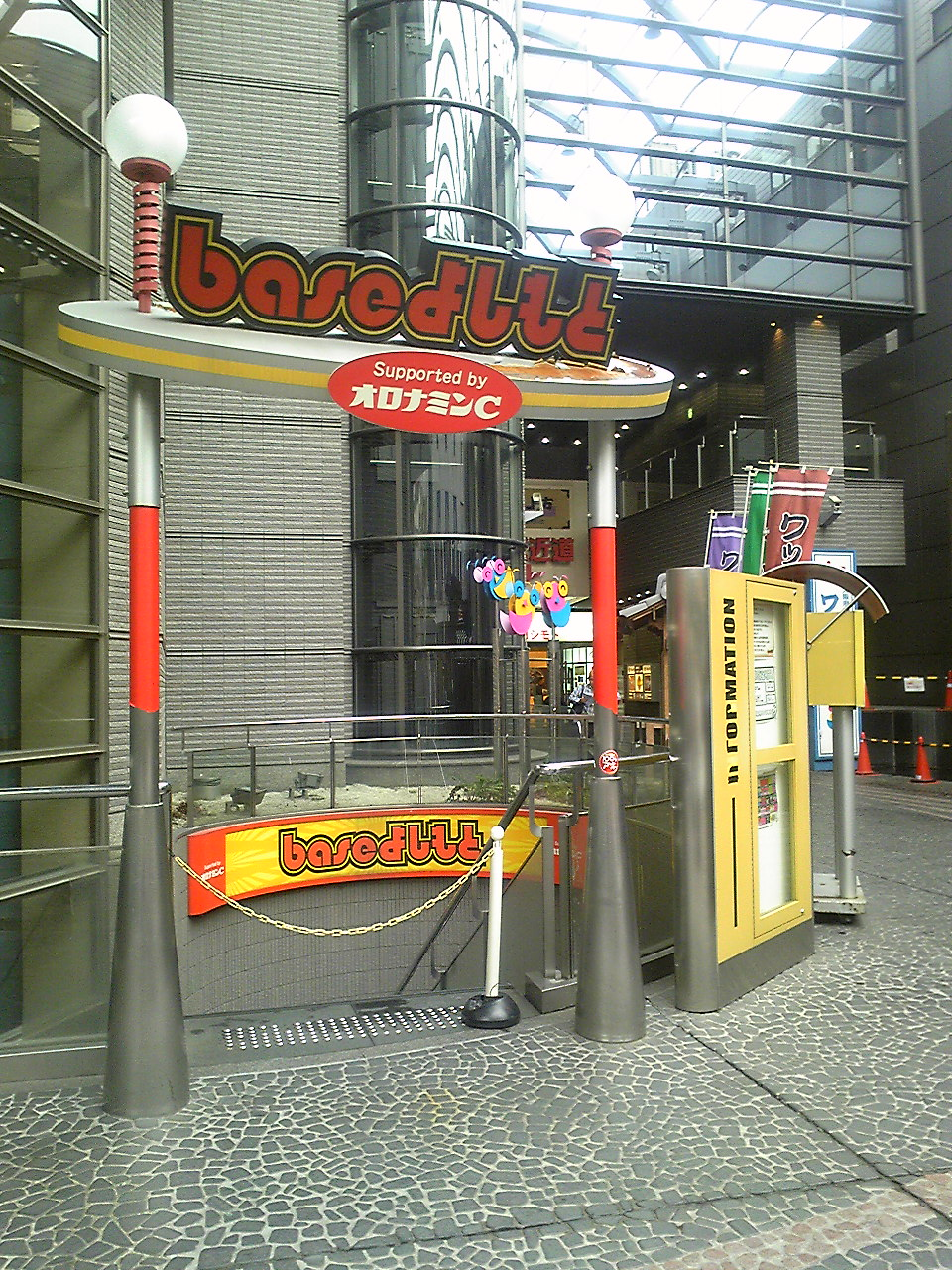
baseよしもと（閉館後に撮影）

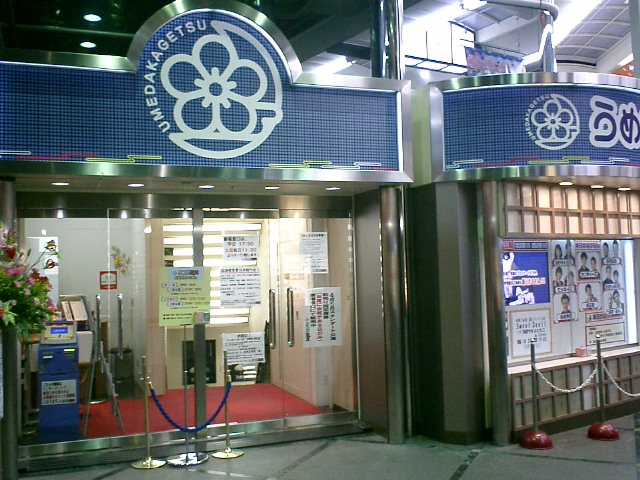
うめだ花月

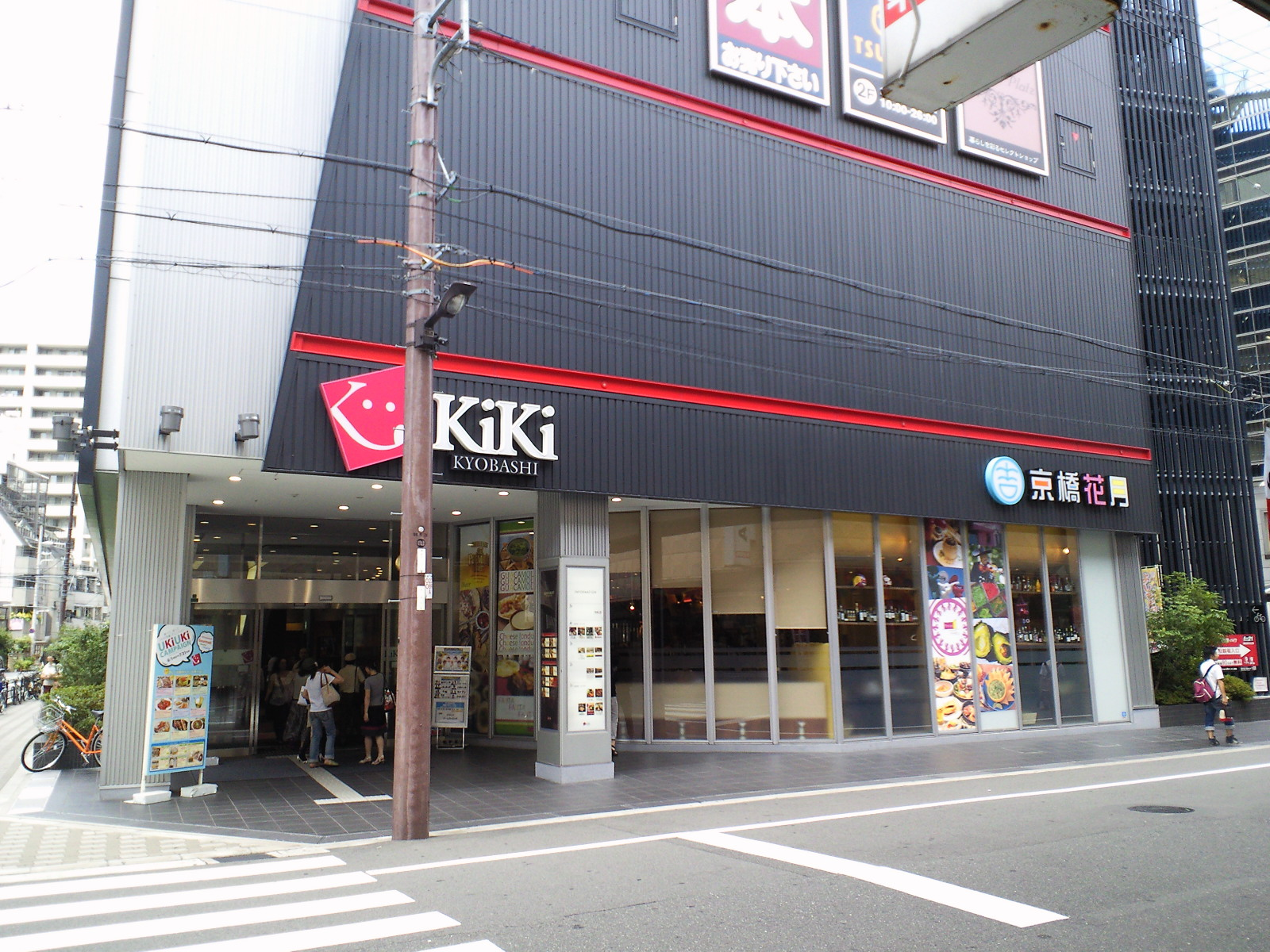
京橋花月が入居していたKiKi京橋

- 新世界花月（かつて松竹直営の新花月とは別）
- 芦辺劇場
- 南陽演舞場
- 花月倶楽部
- 梅田松井座
- 天満花月（元第二文芸館）
- 天四花月
- 天五都館
- 玉造三光館
- 九条正宗館
- 松島広沢館（浪曲の寄席）
- 松島花月
- 福島花月
- 福島延命館
- 福島龍虎館
- 西野田戎館
- 堀江花月
- 堀江賑江亭
- 京三倶楽部
- 上本町富貴亭
- 松島町松竹座
- なんば花月（1988年閉館）
- 心斎橋筋2丁目劇場（1999年3月31日閉館）
- baseよしもと（2010年12月3日閉館、現・NMB48劇場）：233席
- うめだ花月（2008年10月31日閉館）
- 新世界グランド劇場
- 千日前常盤座
- ヨシモト∞ホール大阪
- 京橋花月（2008年11月28日開館、2011年11月30日閉館）：500席
- よしもと西梅田劇場（2017年9月25日開館、2019年8月25日閉館）：700席
  - ポストよしもと（西梅田劇場に隣接。2018年3月31日開館、2019年8月24日閉館）：124席

京都市
- 京都花月劇場（1987年3月31日閉館）
- 花月劇場（上記とは別の寄席）
- 富貴
- 笑福亭
- 新京極芦辺館
- 新京極長久亭
- 西陣長久亭
- 西陣富貴
- 大宮泰平館

神戸市
- 多聞座
- 御代の座
- 千代廼座
- 神戸花月（1958年閉館）
- 吉本海岸通り劇場（1996年開館、2004年3月閉館）

東京都
- 浅草昭和座（後の浅草東映）
- 公園劇場
- 神田花月
- 新宿帝国館
- 銀座全線座（1978年閉館。ただし吉本の経営下にあったのは第二次世界大戦終戦直後まで）
- 江東花月（1989年3月閉館）
- 浅草花月（1985年2月閉館）
- 渋谷公園通り劇場（1998年閉館）
- 銀座7丁目劇場（1999年閉館）
- よしもとプリンスシアター（2009年4月25日開館、2011年11月30日閉館）：445席
- よしもと浅草花月（2006年11月4日開館、2015年7月26日閉館）：368席

横浜市
- 横浜花月（1950年代）
- 朝日座
- 寿館

川崎市
- 川崎花月劇場

静岡市
- 伝馬町劇場

名古屋市
- 七宝館

福岡市
- 吉本111劇場：111席（後に吉本ゴールデン劇場へ改称。2003年閉館）
- よしもと天神ビブレホール：110席（2018年9月1日 - 2020年2月11日。既存ホール「ビブレホール」借り上げ）

岡山市

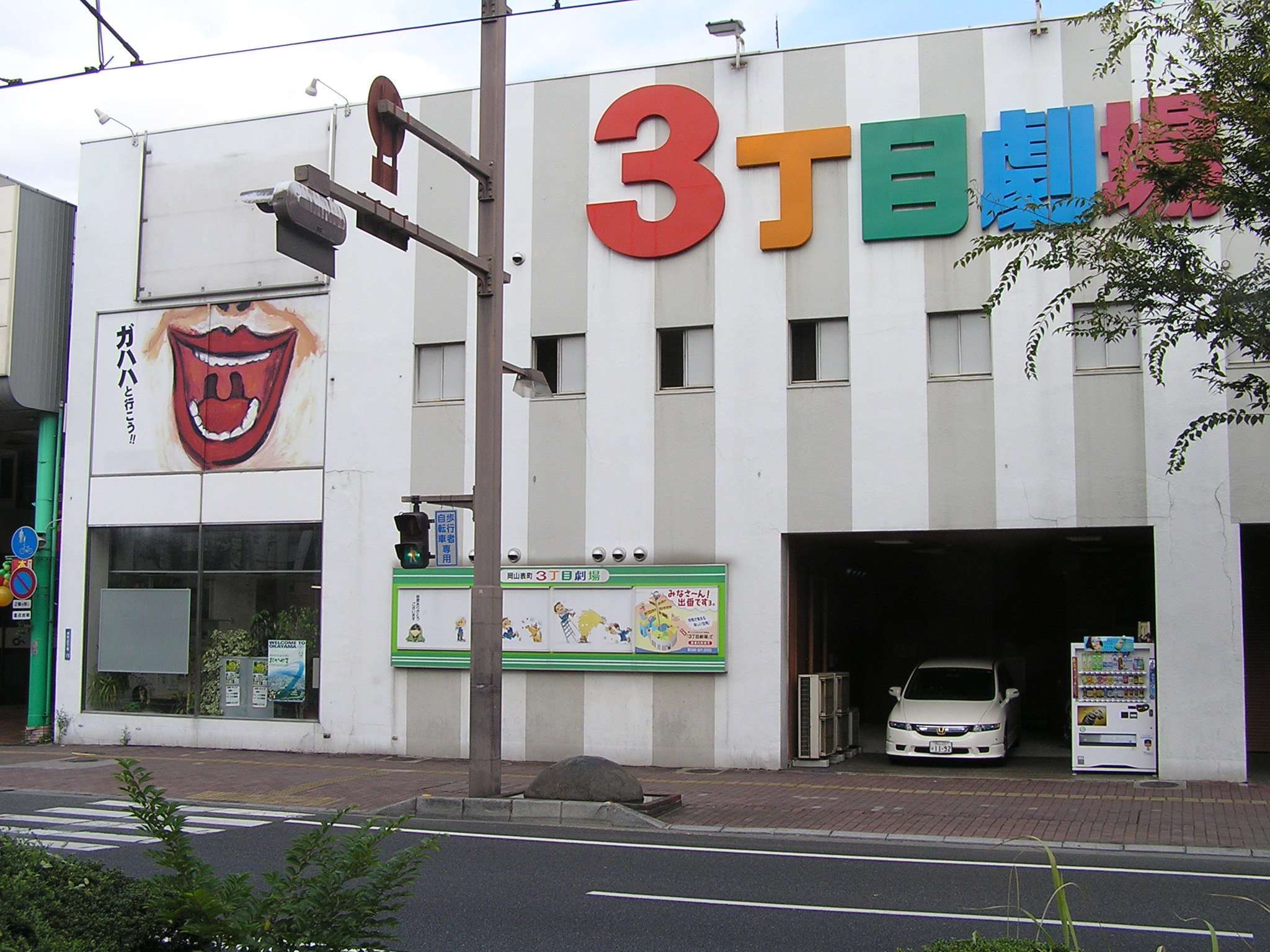
国道53号線（柳川筋）から見た三丁目劇場

- よしもと三丁目劇場（2000年4月7日 - 2005年3月31日。2005年4月1日以降は、岡山市に譲渡され「三丁目劇場」として運営されていたが2013年3月閉館）

広島市

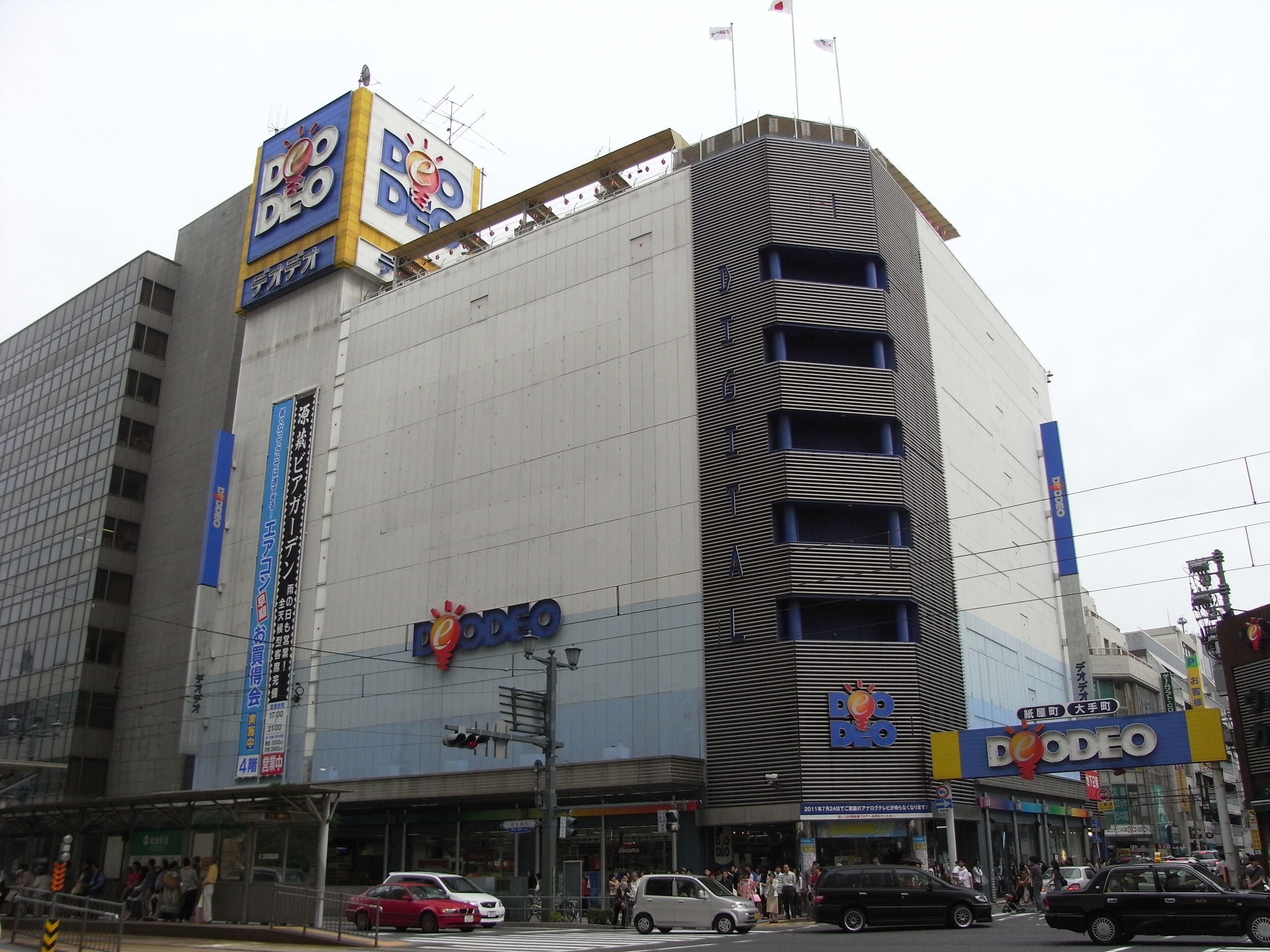
広島市中区にあるエディオン広島本店本館。この8階によしもと紙屋町劇場がある

- よしもと紙屋町劇場（2017年4月に建て替えのため閉館、現在はエディオン紙屋町ホールに移転）

北九州市

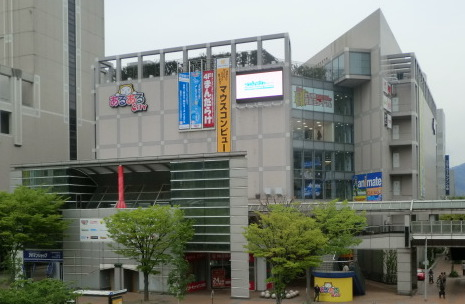
あるあるYY劇場

- あるあるYY劇場（2015年12月31日閉館。以後は「あるあるCityホログラムシアター」として運営中）

那覇市
- よしもと沖縄花月（旧沖縄三越跡地：ハピナハ敷地内2015年3月12日 - 2017年6月末）ハピナハ再開発のため、とまりんアネックスビル2Fへ移転

## 過去の関係者
- 片山勝三（SLUSH-PILE.の代表者）
- 横澤彪
- 大谷由里子

## テレビ番組
- 『日経スペシャル カンブリア宮殿』 芸人800人がテレビ席巻！笑いの王者・吉本興業 年収10億円芸人生む革命児 独占登場（2011年4月28日、テレビ東京）[49]